# Dolmen von El Pozuelo
Die Dolmen von El Pozuelo (Dolmen 1 bis 11) liegen südöstlich von El Pozuelo, südlich von Zalamea la Real bei Huelva in Andalusien in Spanien. Die fast 200 Megalithanlagen in der Provinz Huelva bilden eine der größten Ansammlungen in Spanien. Die Dolmen wurden 1946 von Carlos Cerdán Márquez (1910–1990) entdeckt und zum größten Teil ausgegraben. Aufgrund der Größe der Megalithanlagen dieser Nekropole hatte seine Arbeit große Wirkung in der wissenschaftlichen Welt. 2002 wurde das Gebiet, dessen Topographie mit steilen Abhängen, Schluchten und zahlreichen Bächen sehr unregelmäßig ist, als Archäologische Zone zum Kulturgut erklärt.
Die elf oft kreuzförmigen Dolmen mit Gängen und Mehrfachkammern haben verschiedene Größen und passen chronologisch in die neolithische und chalkolithische Zeit (3000 bis 2500 v. Chr.)
Die Dolmen 1 und 2 sowie 3 und 4 liegen als eng benachbarte Dolmenpaare im Eukalyptuswald Cabezo Cebada.

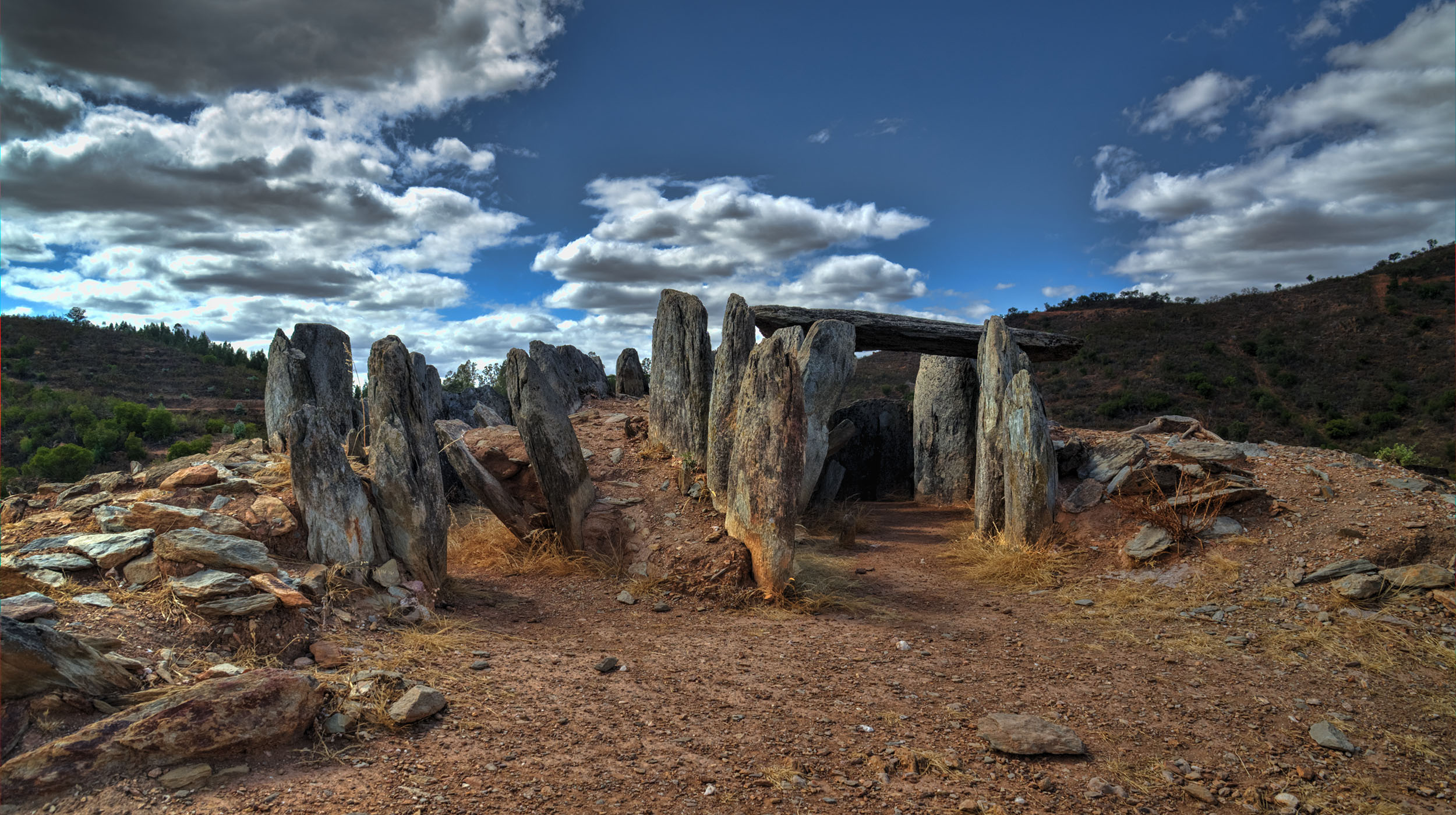
Der Dolmen Pozuelo 1

## Dolmen 1
Dolmen 1 ist ein Kammergrab mit undifferenziertem Gang auf einem kleinen Hügel in einem ovalen Tumulus von etwa 13,5 m Durchmesser, der mittels Randsteinkranz gefasst ist. Der südöstlichste Dolmen besteht aus dem Gang und zwei axialen Kammern. Die Kammern sind 3,7 m lang und 1,8 m breit. Die verschwundene Decke bestand aus Schieferplatten auf einer Tragsteinstruktur und war vom Tumulus bedeckt. Der Kammerboden besteht aus Erde, auf einem Bett aus Basaltschiefer.

## Dolmen 2
Dolmen 2 ist in ähnlichem Zustand und liegt in einen ovalen Tumulus von etwa 21,0 m Durchmesser, der von einer 1,0 m hohen Mauer aus Trockenmauerwerk begrenzt wird, etwa 80 m entfernt. Er hat einen undifferenzierten, kreuzförmigen Raum, der aus einem Gang und zwei Kammern besteht. Die Nordkammer ist 7,4 m lang und 1,7 m breit. Die Südkammer 6,7 m lang und 1,8 m breit. Von der Decke aus Schieferplatten auf einer Tragsteinstruktur ist nur eine Platte in situ erhalten. Der Kammerboden besteht aus Erde auf einem Bett aus Basaltschiefer.

Dolmen El Pozuelo 1 – 5
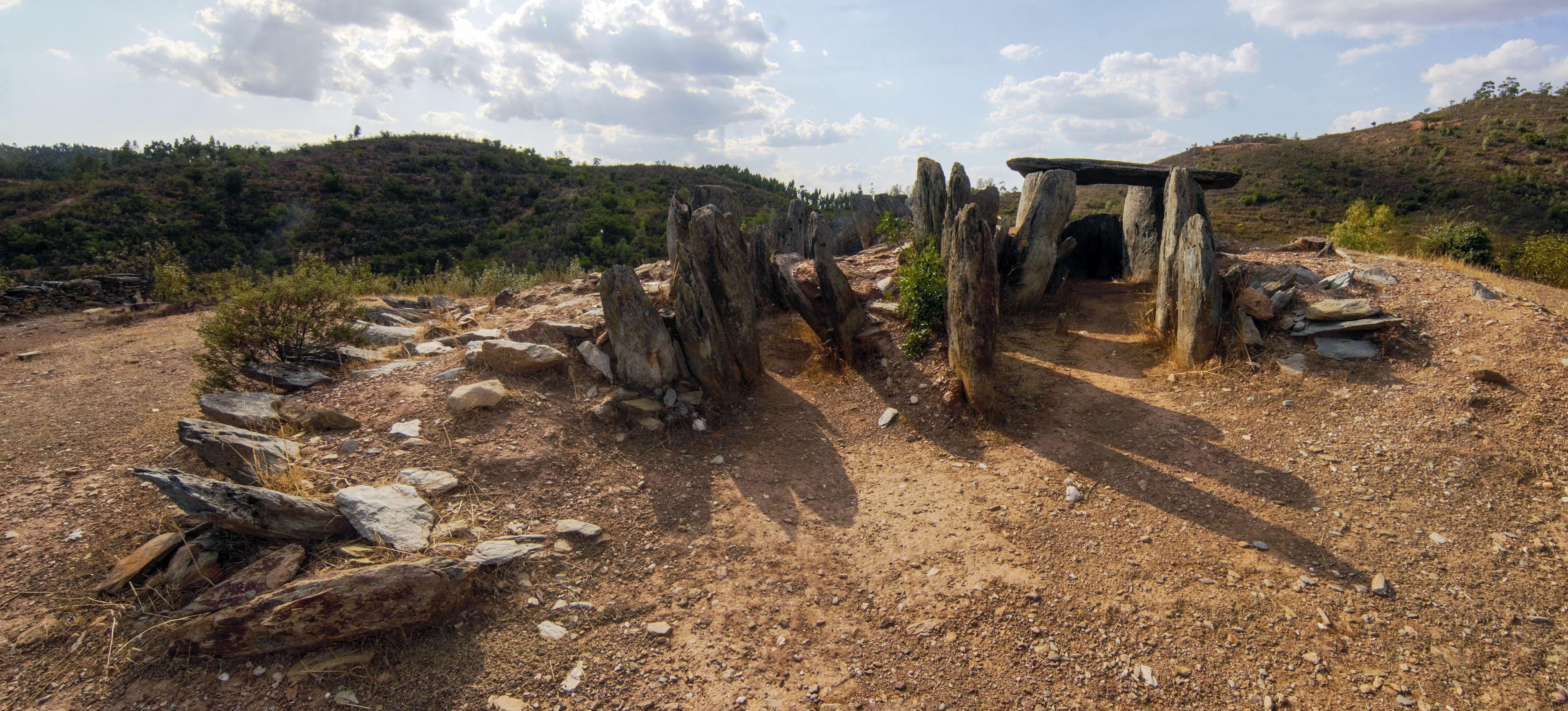
Pozuelo 1
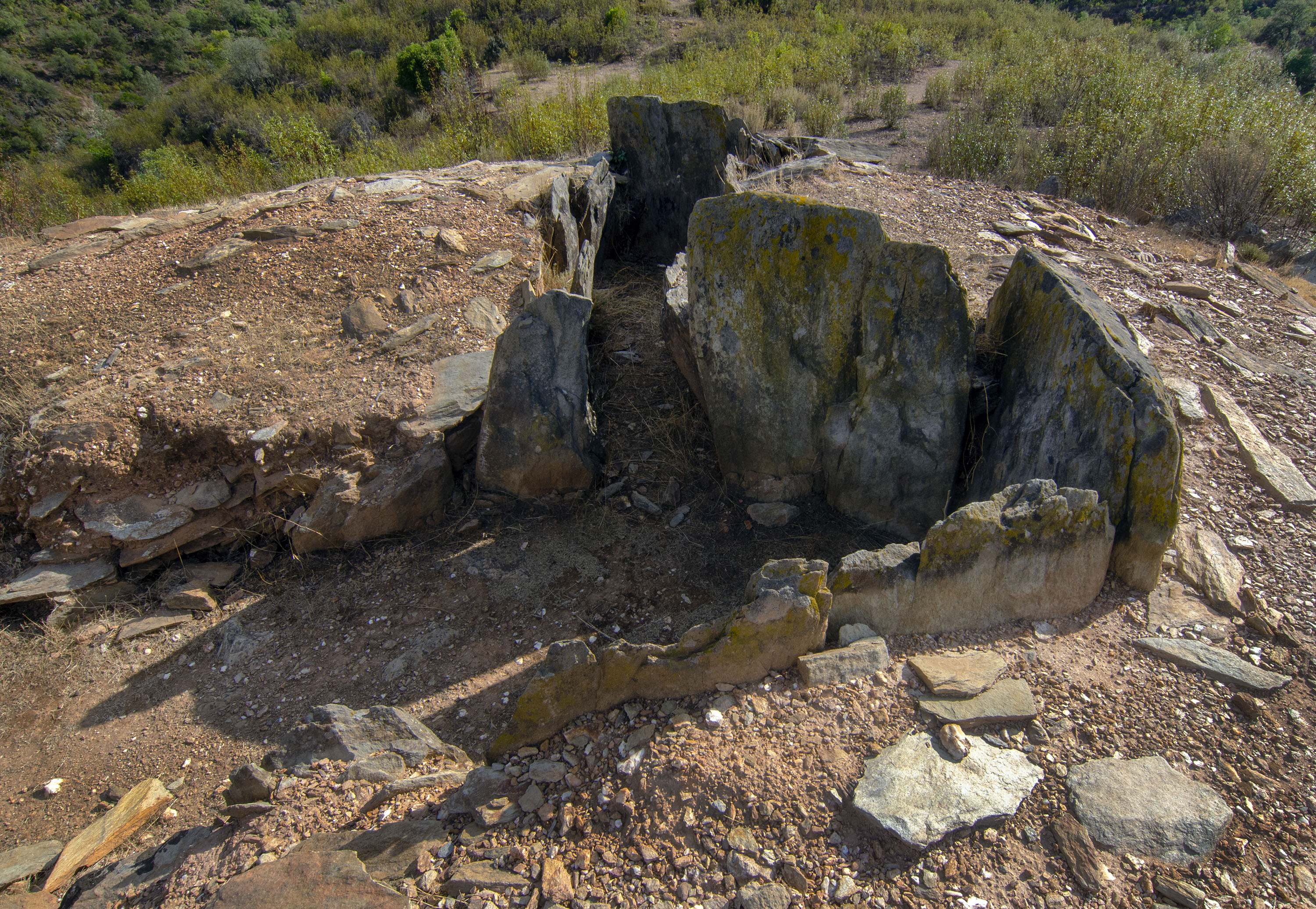
Pozuelo 2
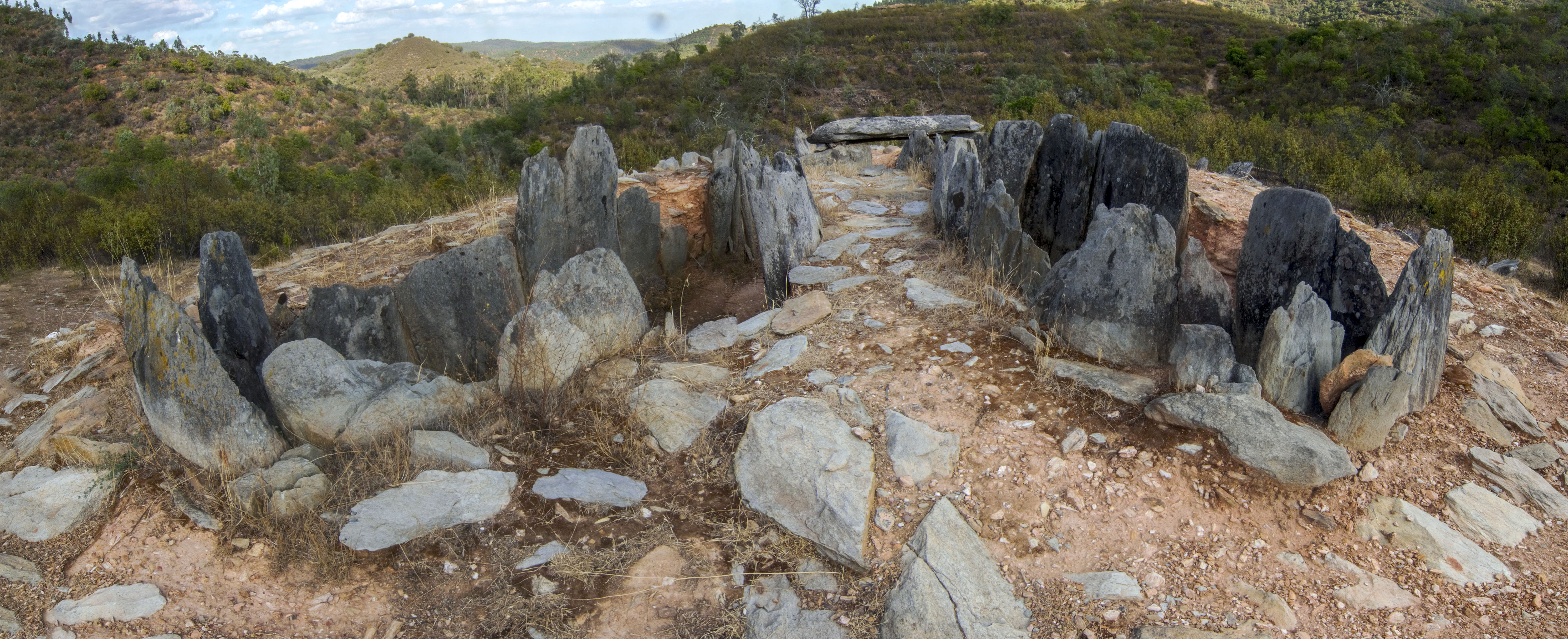
Pozuelo 3
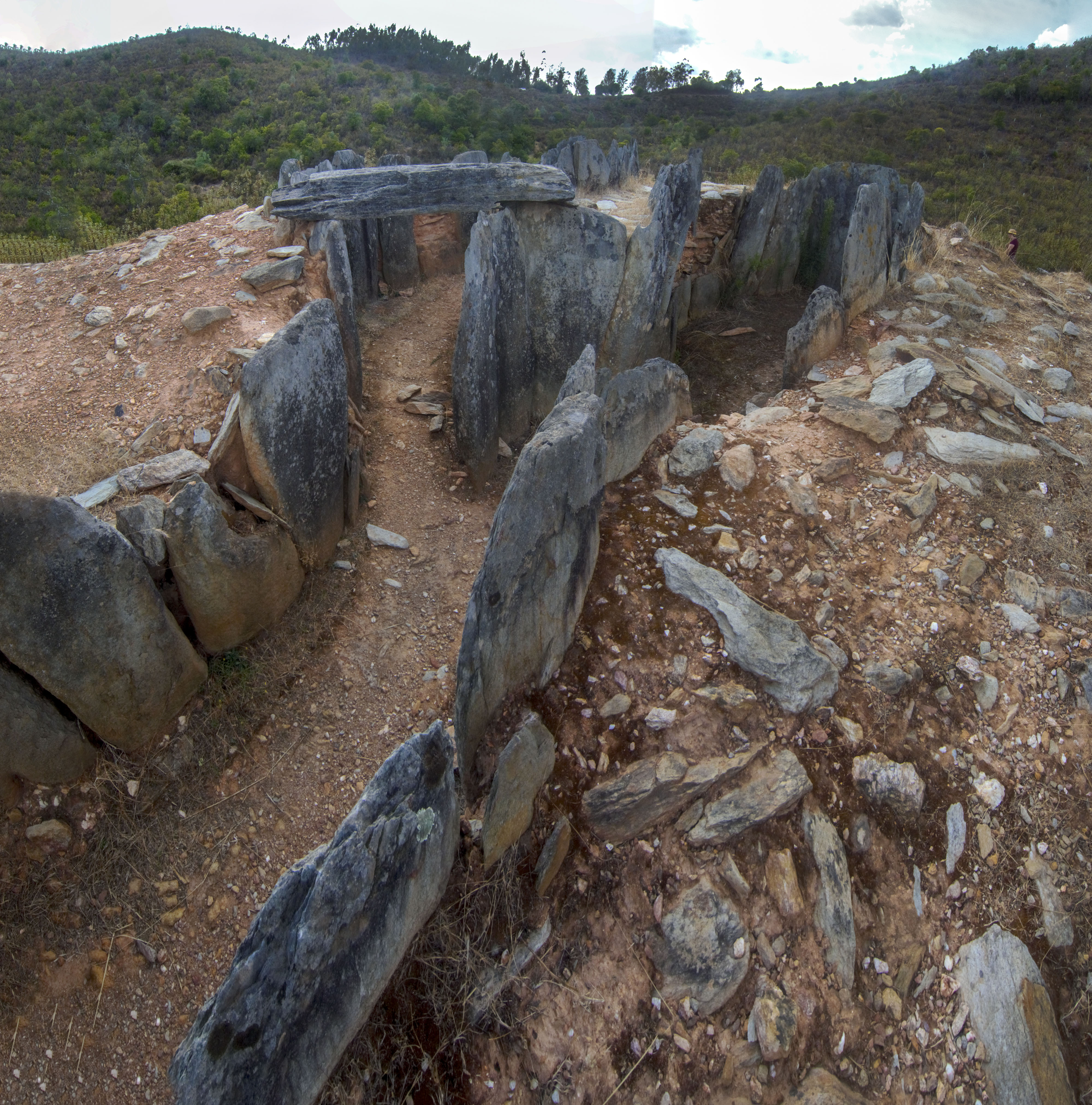
Pozuelo 3
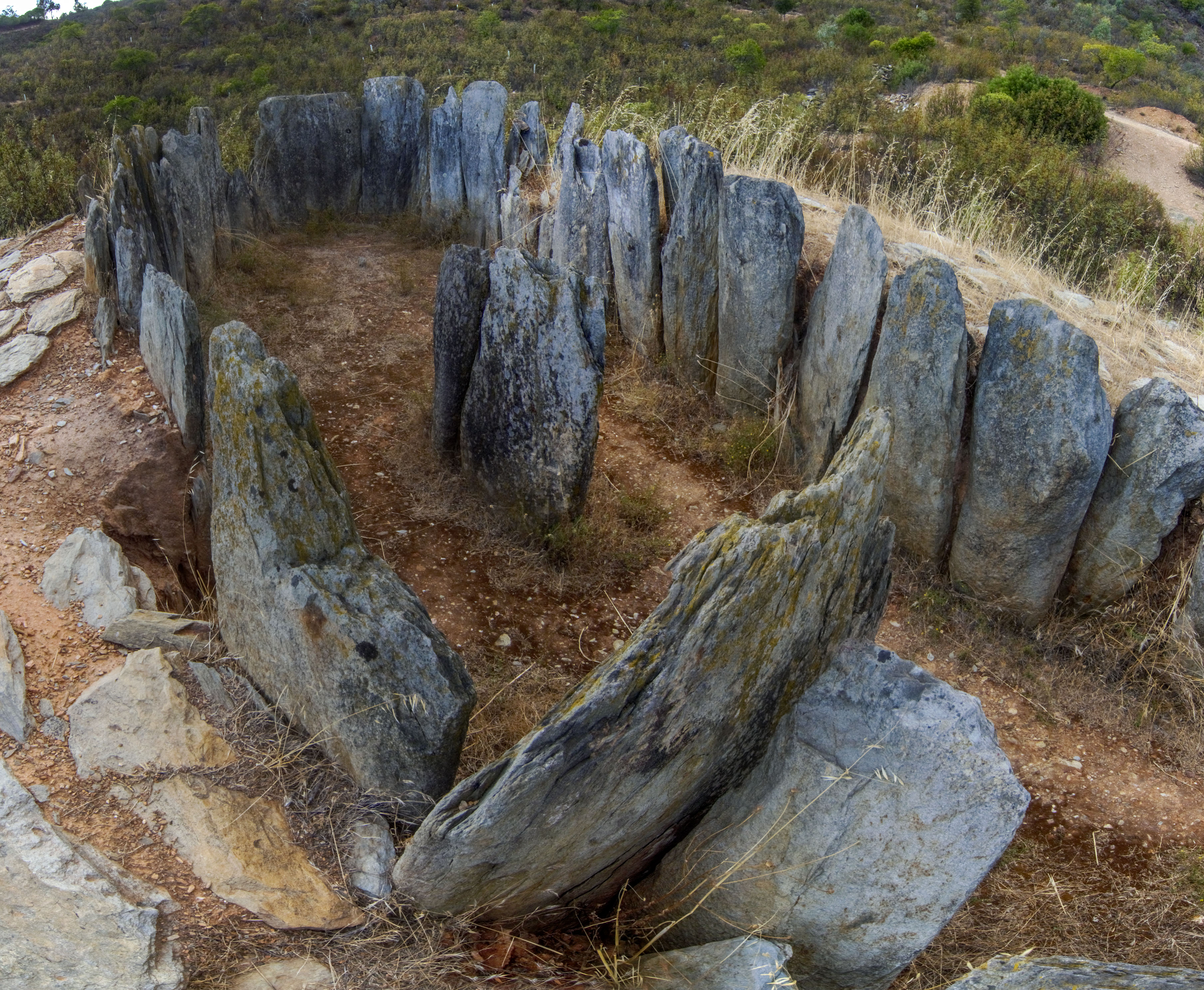
Pozuelo 4
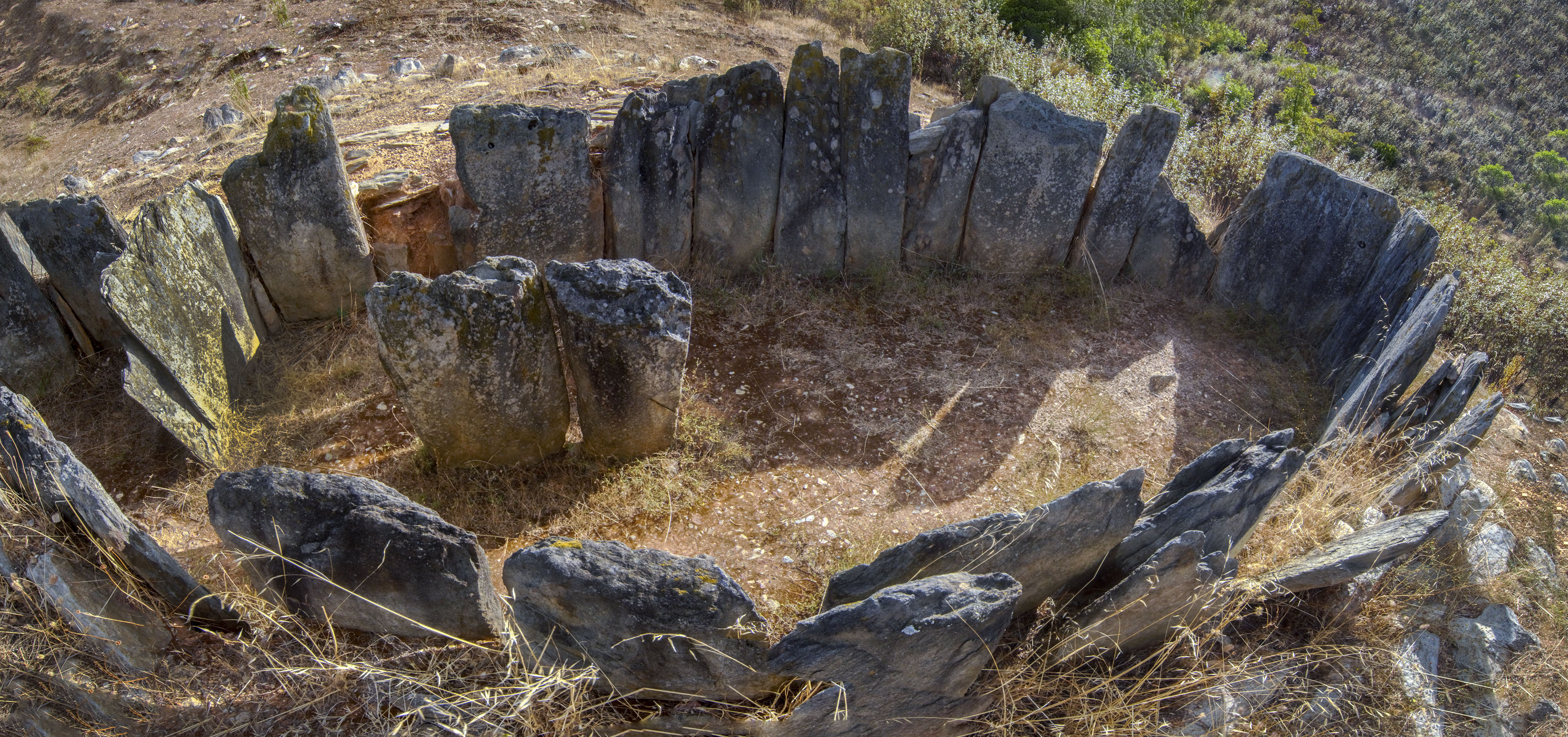
Pozuelo 4
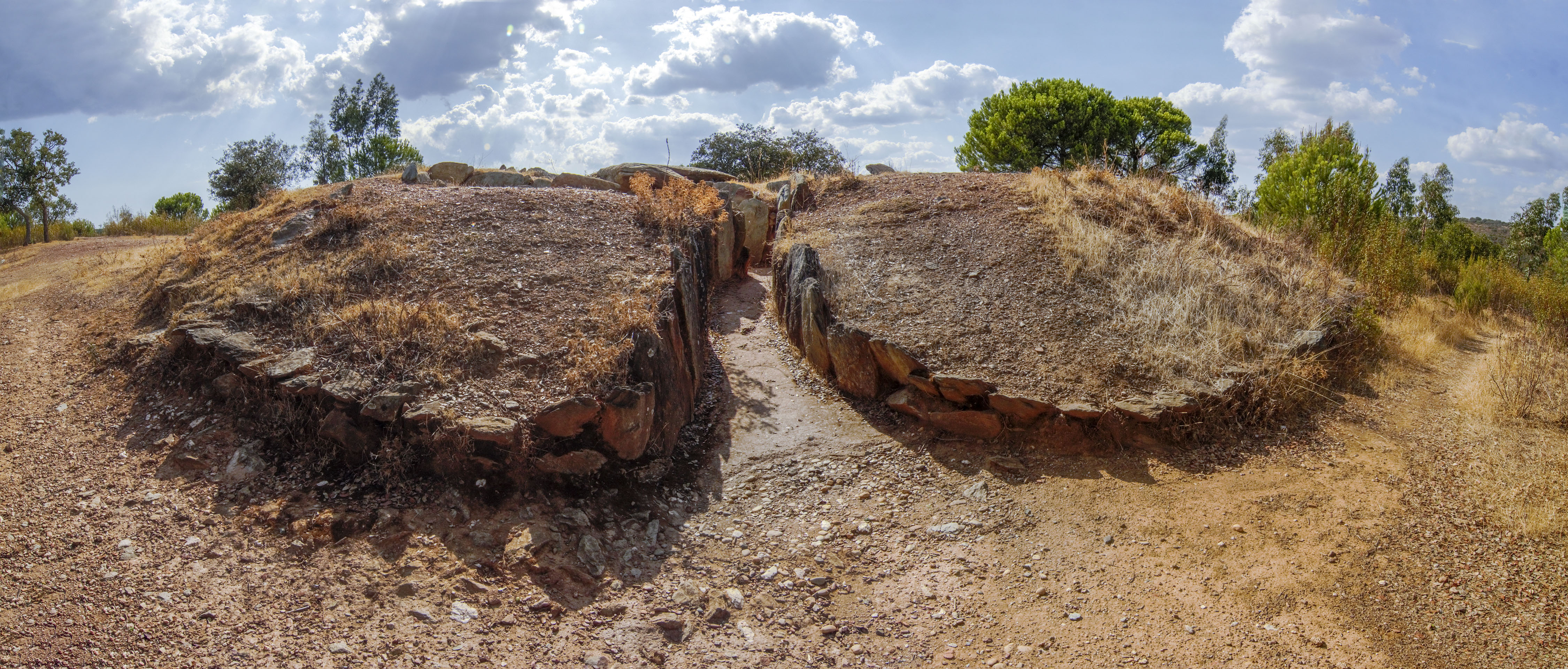
Pozuelo 5
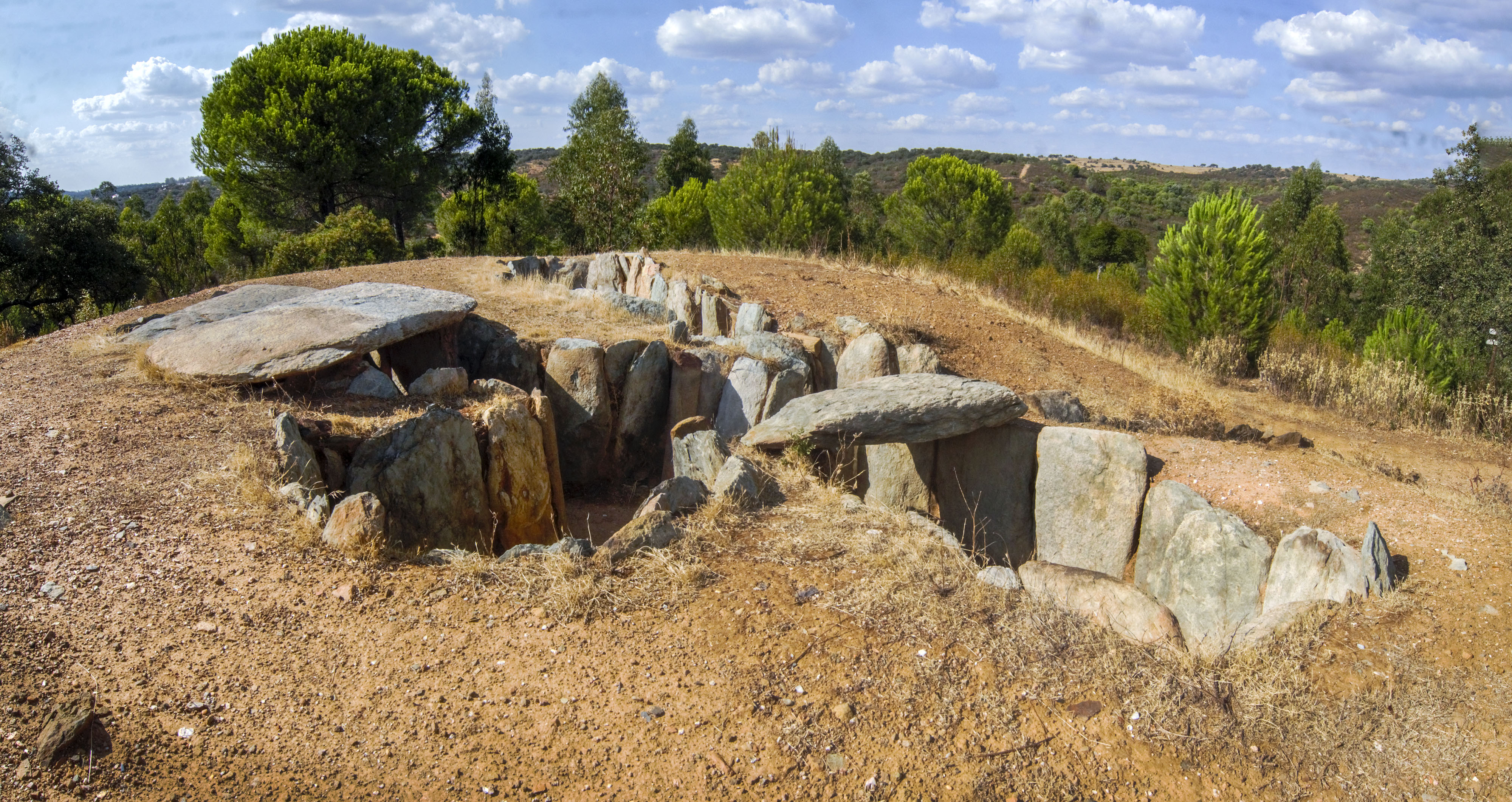
Pozuelo 5

## Dolmen 3
Dolmen 3 ist wesentlich vollständiger und sein von Randsteinen begrenzter ovaler Hügel reicht nahezu bis zur Oberkante von Kammer und Gang. Er ist ein megalithisches Kammergrab mit undifferenziertem Gang und besteht aus zwei Kammern und Gängen, mit Stürzen aus Schiefer auf Orthostaten (drei Platten verschobene). Die Kammern liegen 1,0 m von der Südostseite entfernt. Ihr Gang ist etwa 3,0 m lang und 0,5 m breit. Die Nordkammer ist etwa 5,5 m lang und 2,5 m breit; die angrenzende Südkammer ist genau so lang aber nur 1,9 m breit. In beiden Kammern beträgt die Höhe der Tragsteine etwa 1,45 m. Der Kammerboden besteht aus Erde auf einem Bett aus Basaltschiefer.

## Dolmen 4
Dolmen 4 liegt etwa 20 m entfernt im selben ovalen Hügel, der durch einen Randsteinring begrenzt wird. Seine Megalithanlage ist langgestreckt und besteht aus Gang, Vorkammer und Kammer. Der trapezoide Gang weitet sich zur Kammer hin und ist etwa 1,8 m lang und 0,5 m breit. Er unterscheidet sich von der 6,2 m langen und 2,9 m breiten Kammer durch die niedrigere Höhe seiner Orthostaten. Er mündet in der 1,7 m langen und 1,6 m breiten, von zwei parallelen Platten begrenzten Vorkammer. Die verschwundene Decke bestand ursprünglich aus Schieferstürzen auf Tragsteinen. Aufgrund der Kammerbreite mussten die Deckenplatten abgestützt werden und die Kammer weist eine durch fünf Mittelstützen gebildete Längsachse auf. Der Kammerboden besteht aus Erde auf einem Bett aus Basaltschiefer.
Die Dolmen 5 bis 9 liegen über 1,5 km näher an El Pozuelo außerhalb des Waldes.

## Dolmen 5
Dolmen 5 ist der östlichste der Gruppe. Er ist ein Kammergrab in einem kleinen ovalen Hügel, der durch eine Ringmauer begrenzt wird. Die Megalithanlage besteht aus einem Gang und vier Kammern.
- Kammer 1 ist etwa 1,6 m lang und maximal 2,3 m breit. Sie verjüngt sich zum Gang hin.
- Kammer 2, die zentrale Kammer, ist etwa 3,0 m lang und 1,4 m breit. Sie ist rechteckig und ihr Eingang wird durch eine senkrecht zur linken Wand stehende Platte fast geschlossen.
- Kammer 3 ist die kleinste der vier Kammern. Sie ist etwa 1,5 m lang und 2,0 m breit und halbkreisförmig.
- Kammer 4 ist polygonal und etwa 3,5 m lang und 1,7 m breit.

Zwischen den Kammern 2 und 3 liegt eine trapezoide Vorkammer von etwa 2,0 m Länge und einem Meter mittlerer Breite. Der Gang mit seinen niedrigeren Orthostaten hat eine Länge von etwa 2,5 m und eine Breite von 0,4 m. Die Decke, von der vier Blöcke in situ erhalten und einige verstürzt sind, bestand ursprünglich aus Steinstürzen, die auf Tragsteinen lagen und vom Tumulus bedeckt waren. Der Kammerboden besteht aus Erde auf einem Bett aus Basaltschiefer.
Die Dolmen 6 und 8 liegen auf einer kleinen Anhöhe neben der Ribera de los Pinos, deren Umgebung von Steineichen und Gestrüpp (Zistrosen) geprägt ist.

Dolmen El Pozuelo 5 und 6
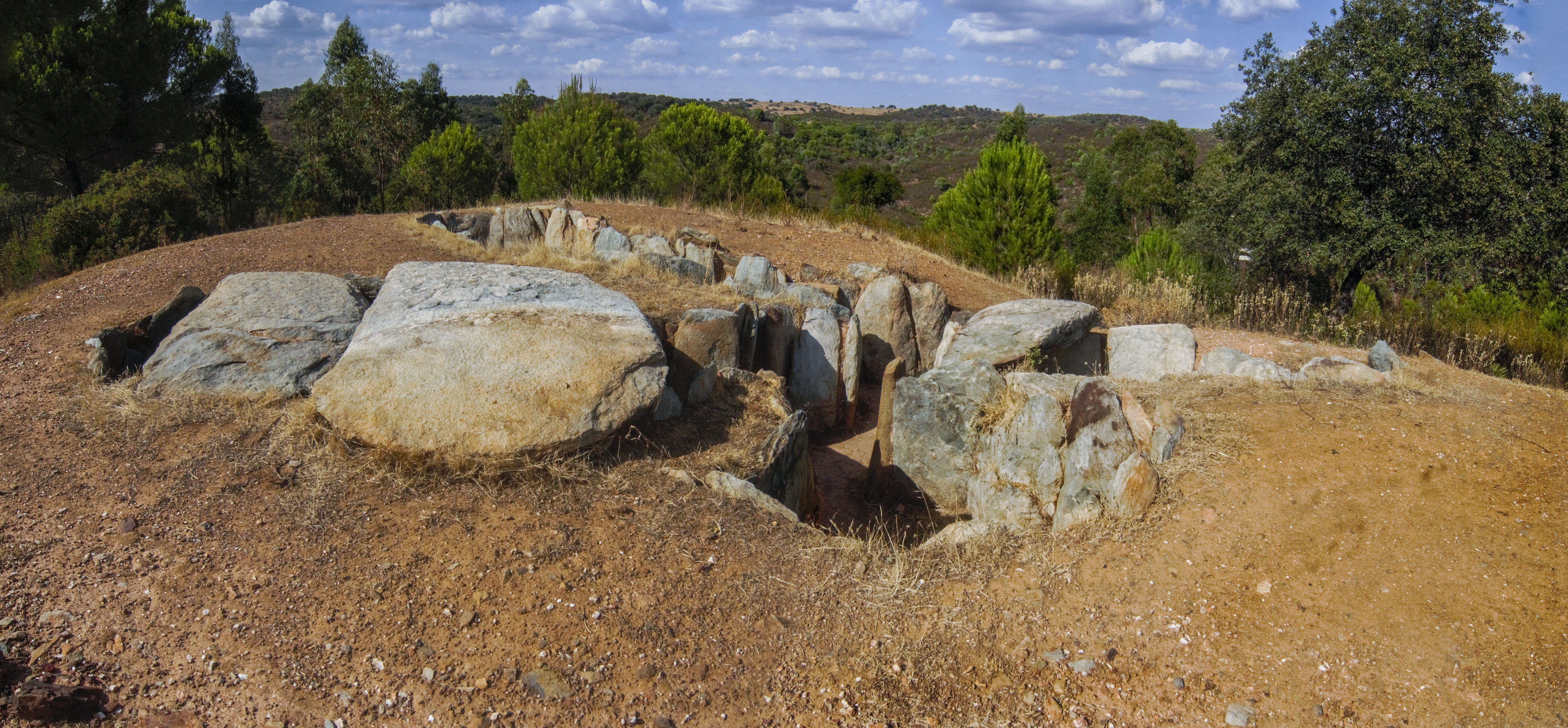
Pozuelo 5
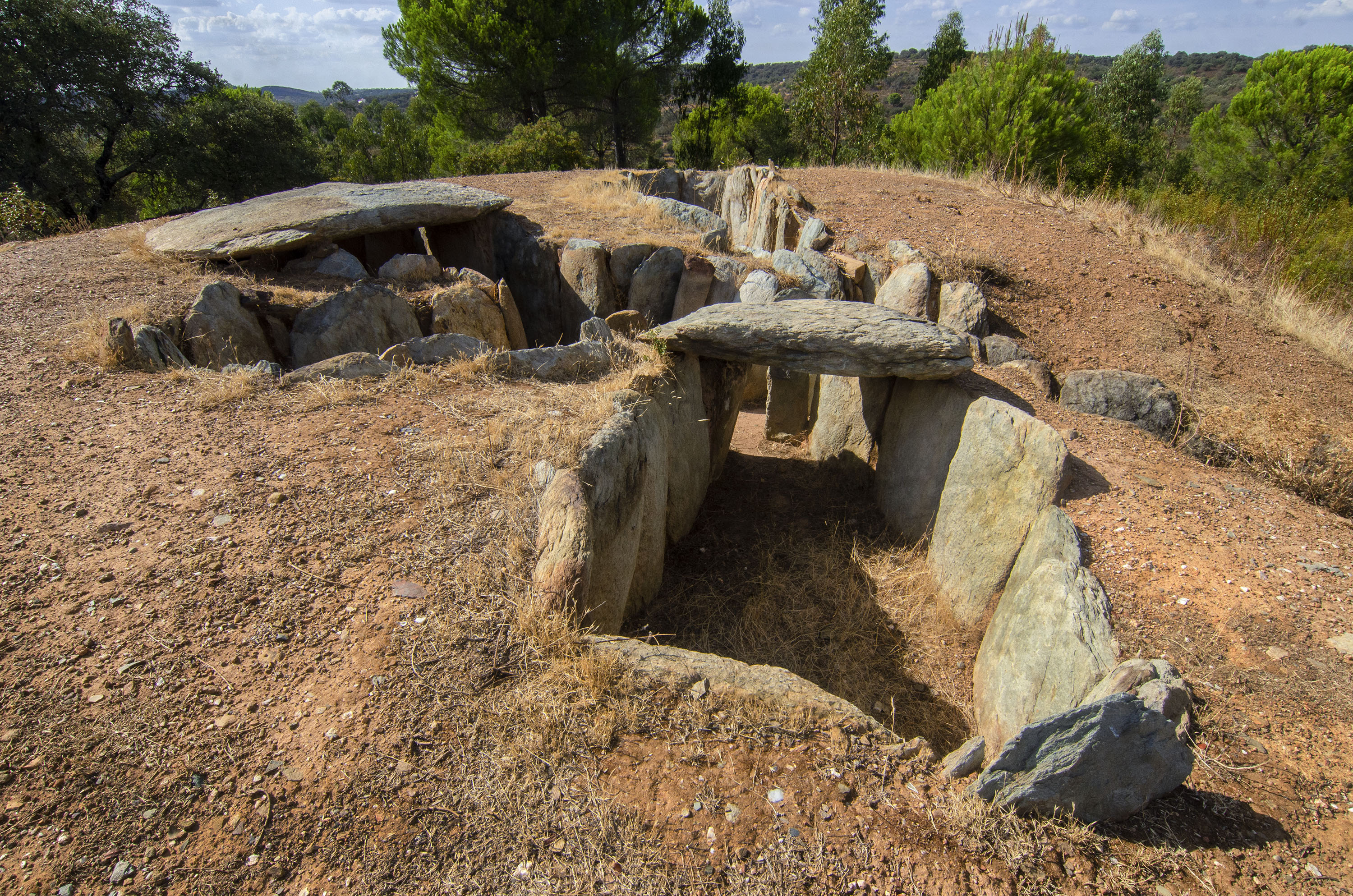
Pozuelo 5
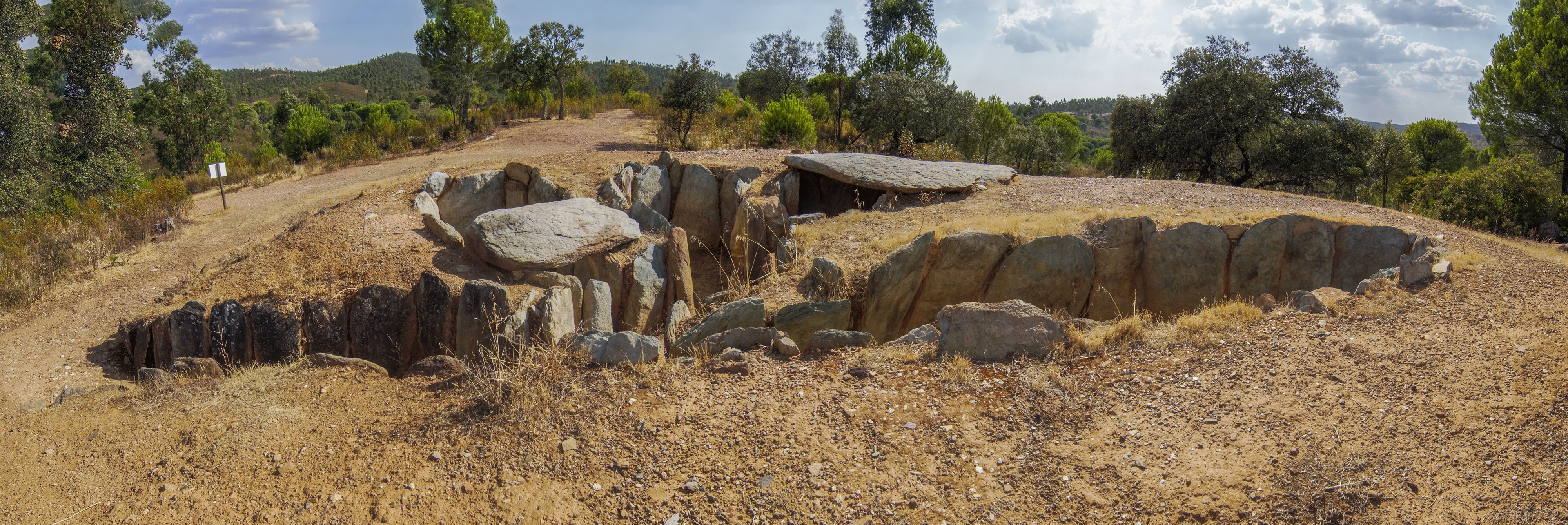
Pozuelo 5
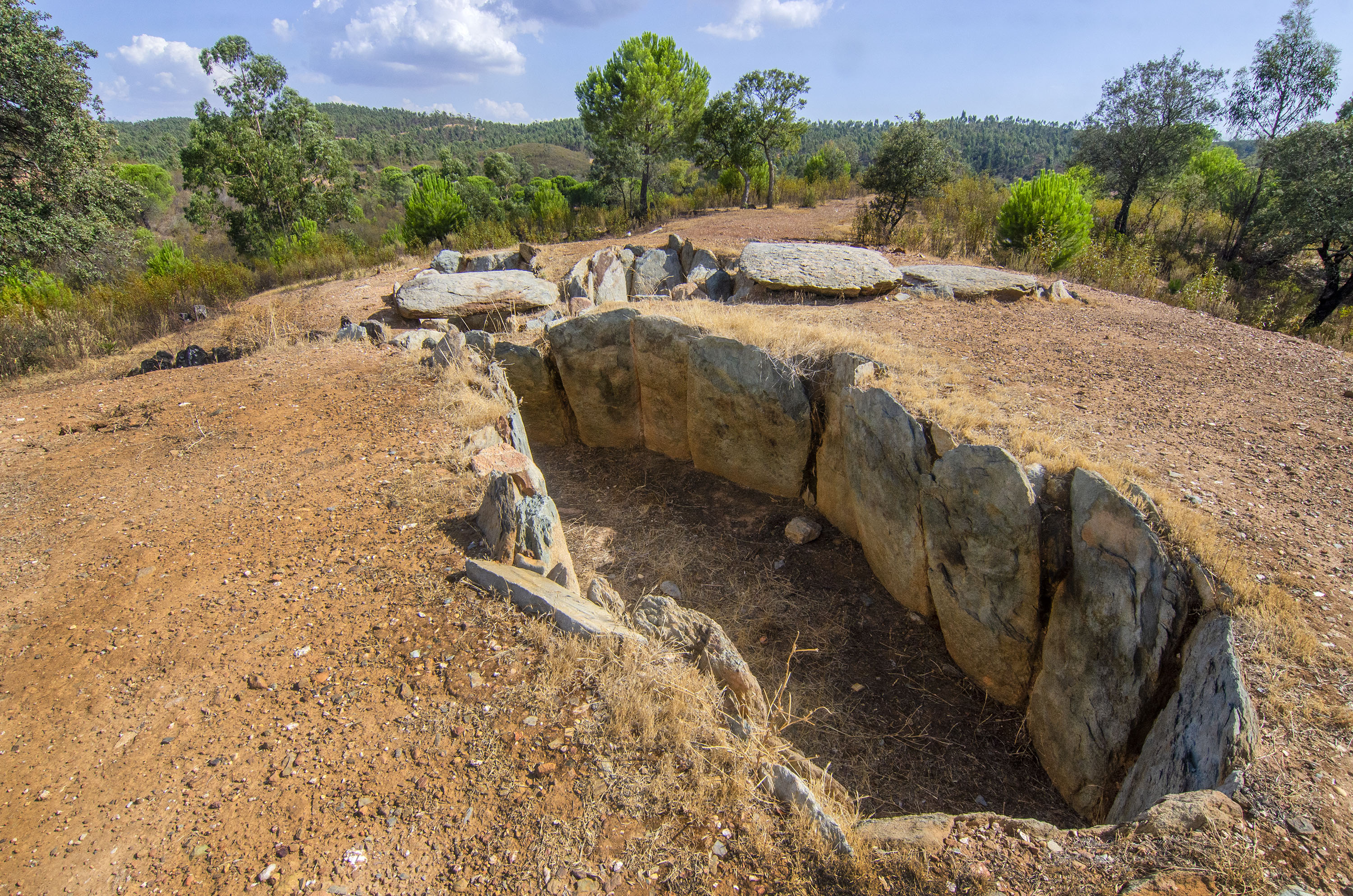
Pozuelo 5
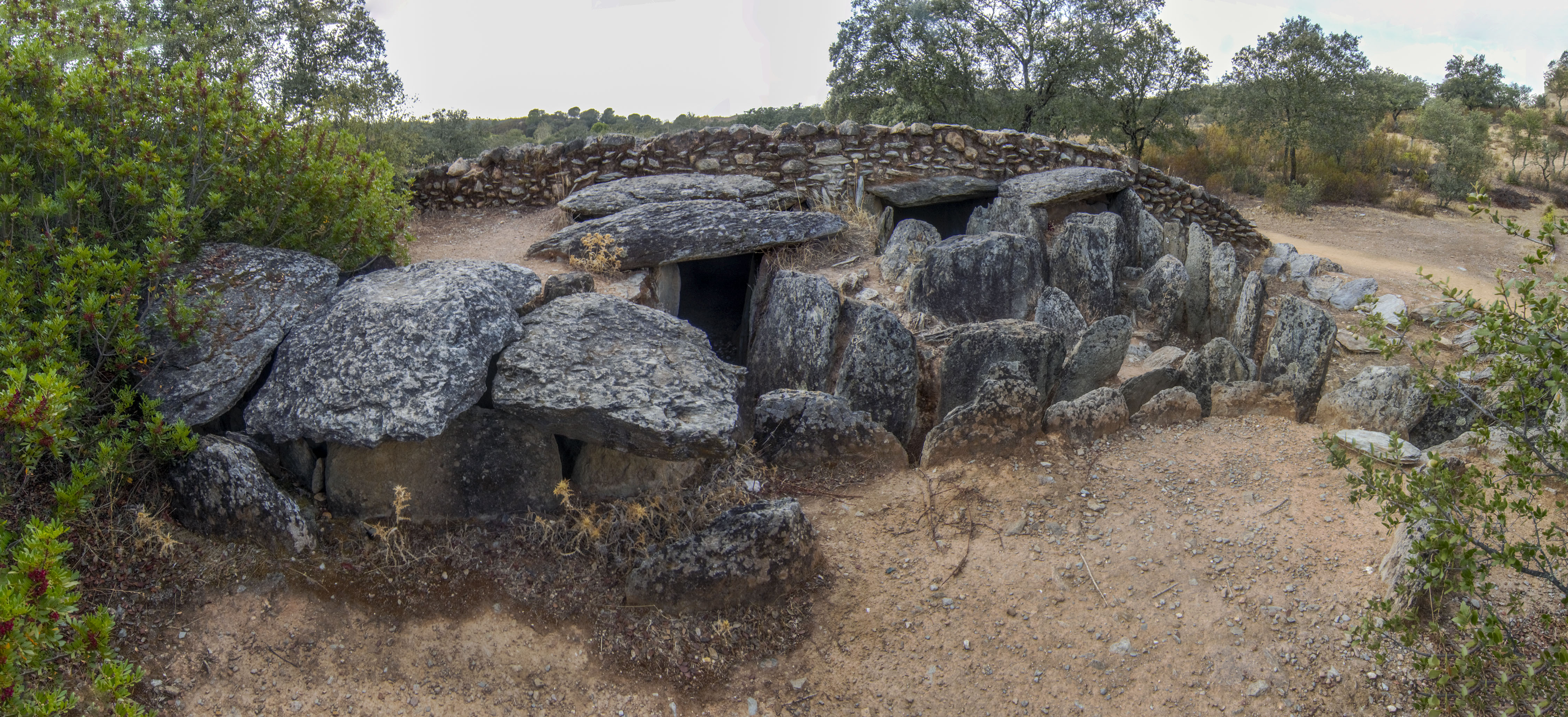
Pozuelo 6
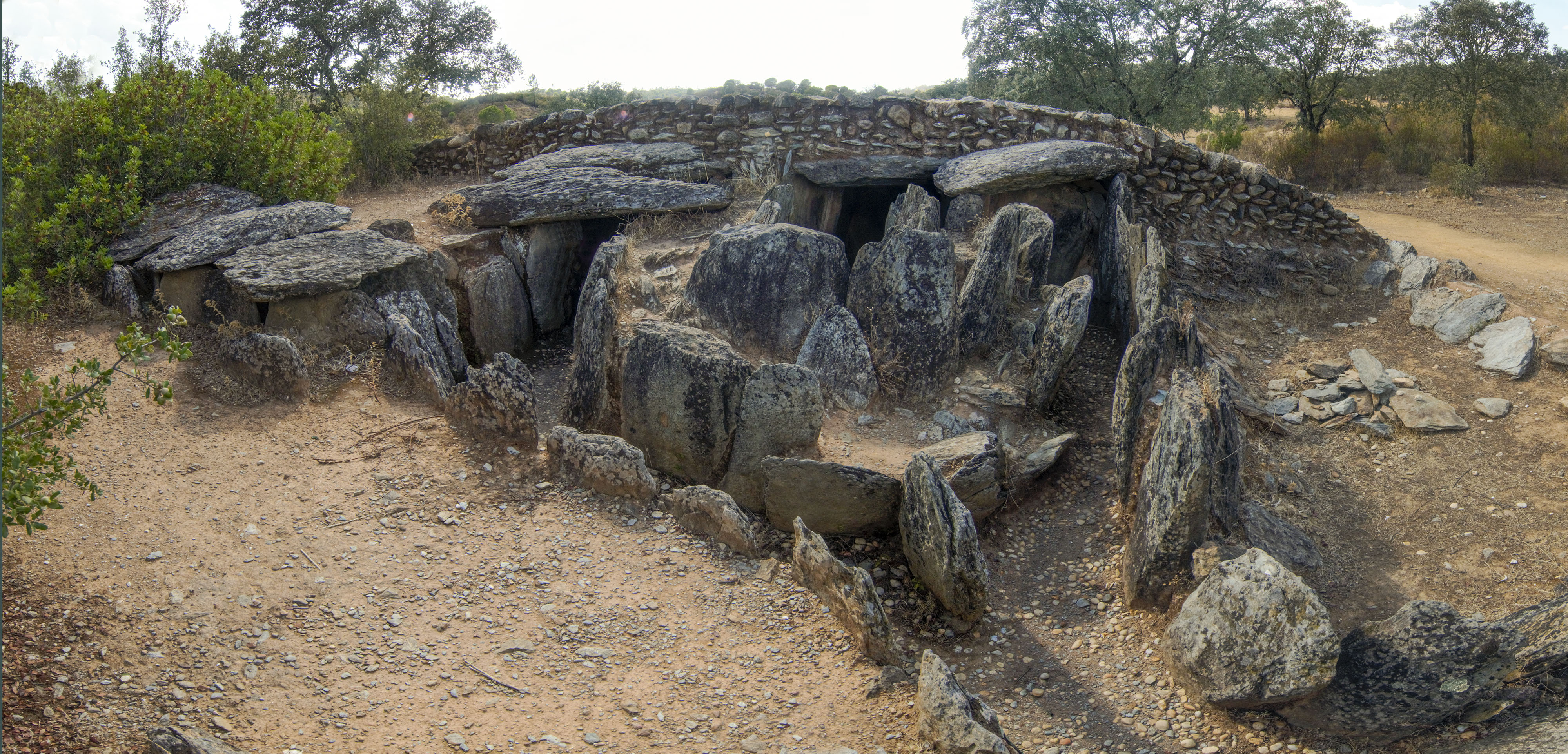
Pozuelo 6
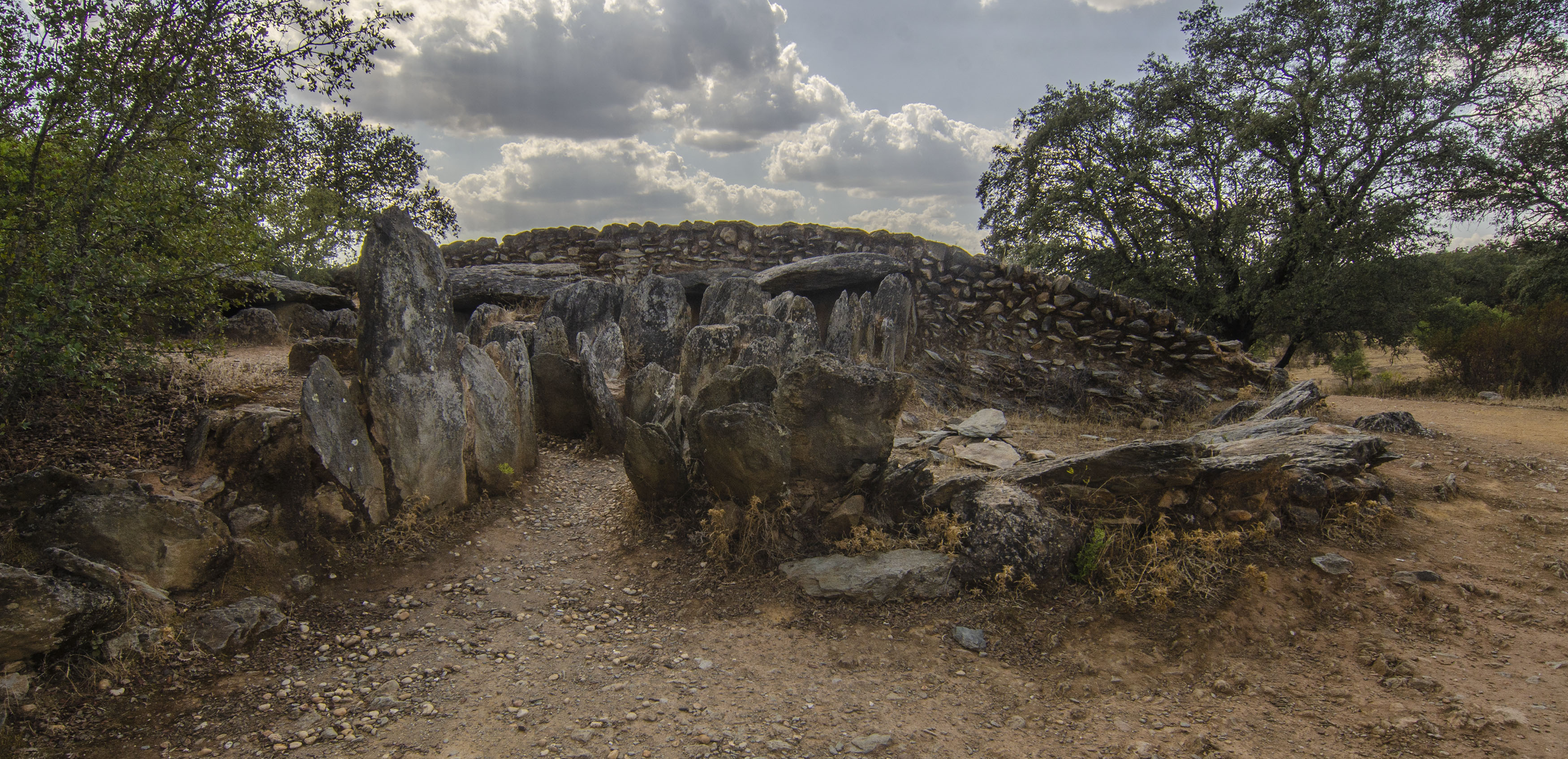
Pozuelo 6
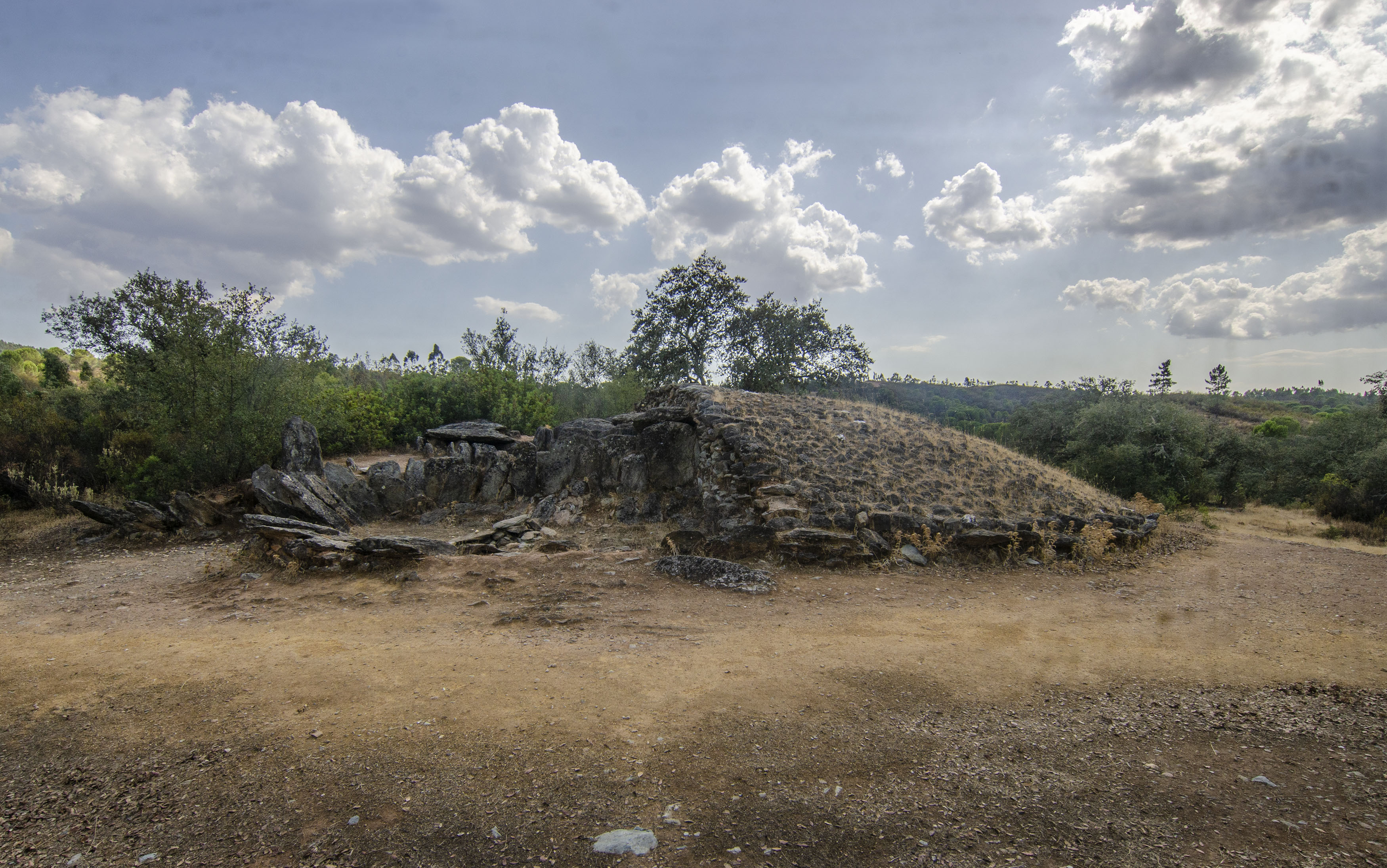
Pozuelo 6

## Dolmen 6
Die Megalithanlage besteht aus einem Gang und vier Kammern. Sie liegt in einem ovalen Hügel von 14 m Durchmesser, der aus Schichten von Schieferplatten errichtet und durch eine Ringmauer begrenzt wird.
- Kammer 1 ist rechteckig, etwa 2,3 m lang und 1,5 m breit. Ihr Kopf wird von einem einzigen erhaltenen Orthostaten gebildet.
- Kammer 2 ist etwa 1,7 m lang und 1,8 m breit, ist ähnlich wie Kammer 1, steht aber quer und endet auf dieselbe Weise.

Die Kammern 3 und 4 werden durch einen Nebengang, der seitlich vom Hauptgang liegt und eine Länge von 5,5 m und eine durchschnittliche Breite von 0,6 m aufweist, erschlossen.
- Kammer 3 ist etwa 4,5 m lang und 1,8 m breit, ist die größte von allen und wird durch eine Platte senkrecht zu ihrer linken Wand geteilt.
- Kammer 4 ist etwa 2,6 m lang und 1,2 m breit.

Die Decke, von der vier Blöcke in situ erhalten, einige verstürzt sind und einige auf dem Hügel liegen, bestand ursprünglich aus Steinstürzen, die auf Tragsteinen lagen und vom Tumulus bedeckt waren. Der Kammerboden besteht aus Erde auf einem Bett aus Basaltschiefer.

## Dolmen 7
Dolmen 7 ist eine Megalithanlage in einem ovalen Tumulus von etwa 20,5 auf 16,0 m Durchmesser, dessen Einfassung Ähnlichkeiten mit Dolmen 6 aufweist. Die Megalithanlage hat einen kreuzförmigen Grundriss, der aus einem Gang und drei Kammern besteht. Zwei sind polygonale Seitenkammern und eine ist eine rechteckige, axiale Kammer.
- Die langgestreckt-polygonale Kammer 1 (die seitliche Nordkammer) hat eine Länge von etwa 3,3 m und eine Breite von 1,7 m.
- Die rechteckige Kammer 2 (Zentralkammer) ist etwa 2,3 m lang und 1,5 m breit und liegt auf der Gangachse.
- Die langgestreckt-polygonale Kammer 3 (die seitliche Südkammer), ist etwa 3,0 m lang und 2,1 m breit und ist die flächenmäßig größte der drei Kammern. In der Kammer gibt es aufgrund ihrer Größe eine erhaltene zentrale Säule, die die Decke stützte.

Zwischen den drei Kammern ist ein Raum, der als gemeinsamer Vorraum betrachtet werden kann. Der Gang, der parallele Wände aufweist, zeigt zum Zugang hin eine Abnahme der Höhe seiner Orthostaten und ist niedriger als die Kammern. Die Decke, von der zwei Platten in situ erhalten sind, bestand ursprünglich aus Steinstürzen, die auf Tragsteinen lagen. Der Kammerboden besteht aus Erde auf einem Bett aus Basaltschiefer.

Dolmen El Pozuelo 6 und 7
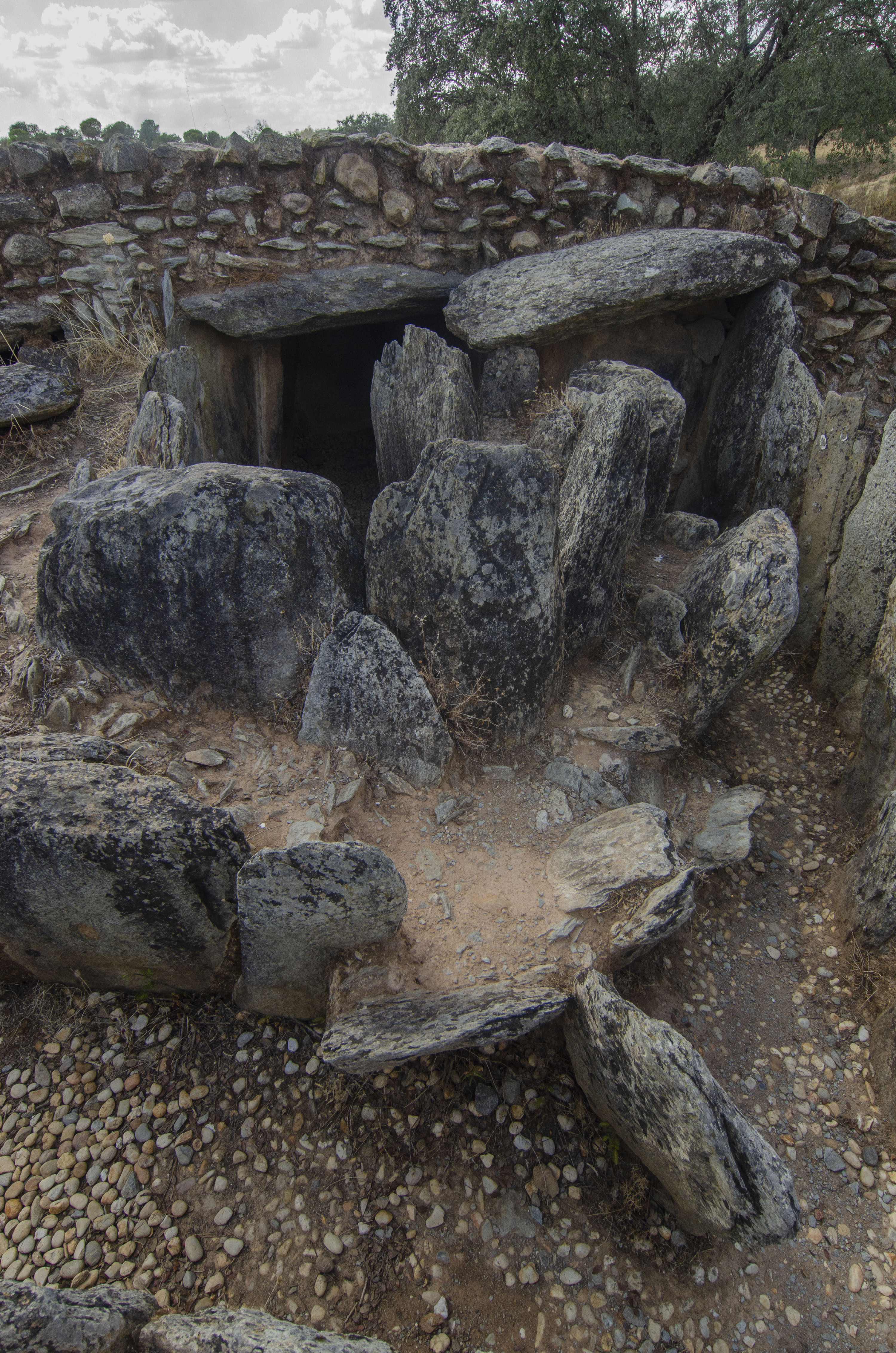
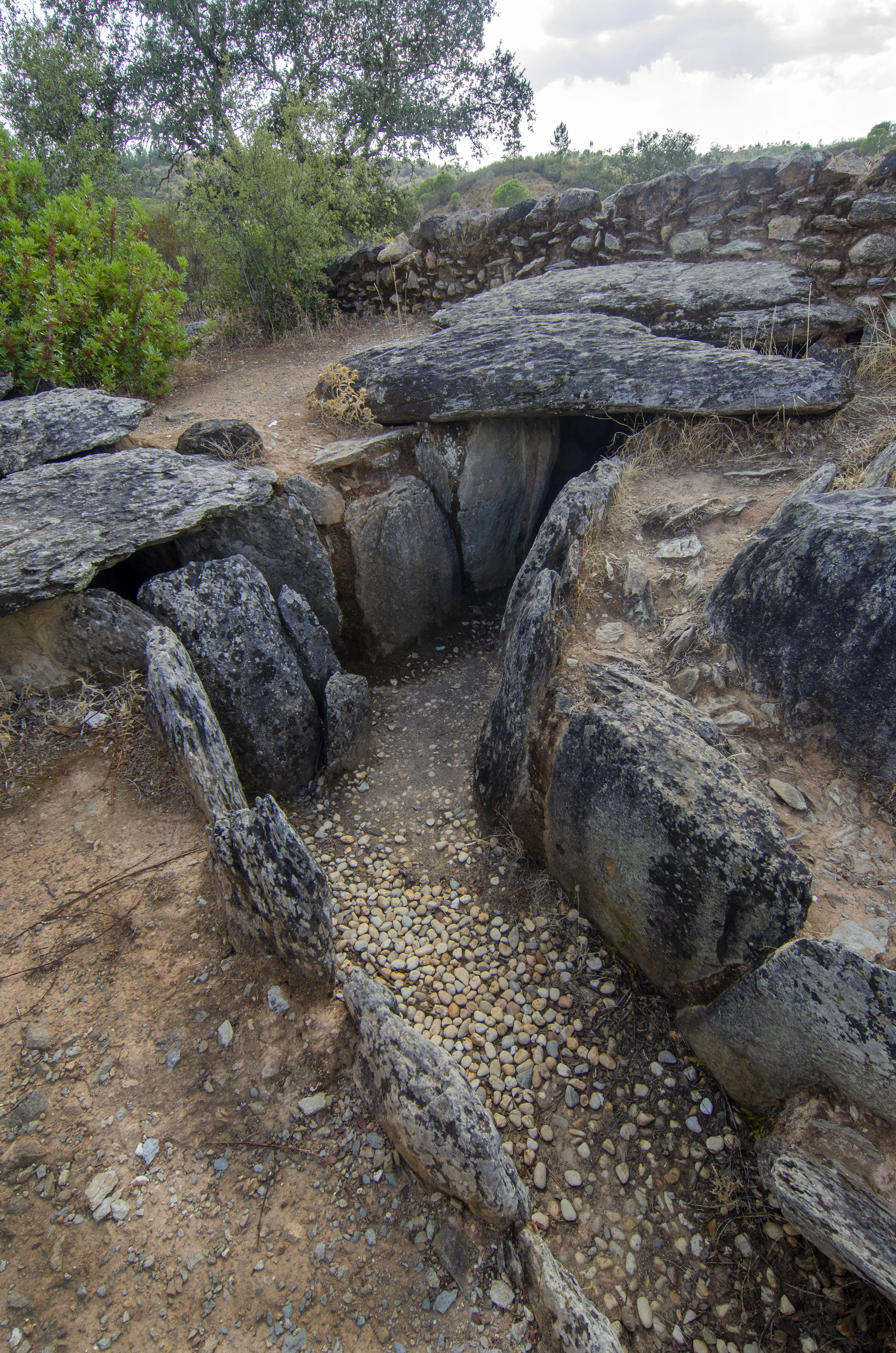
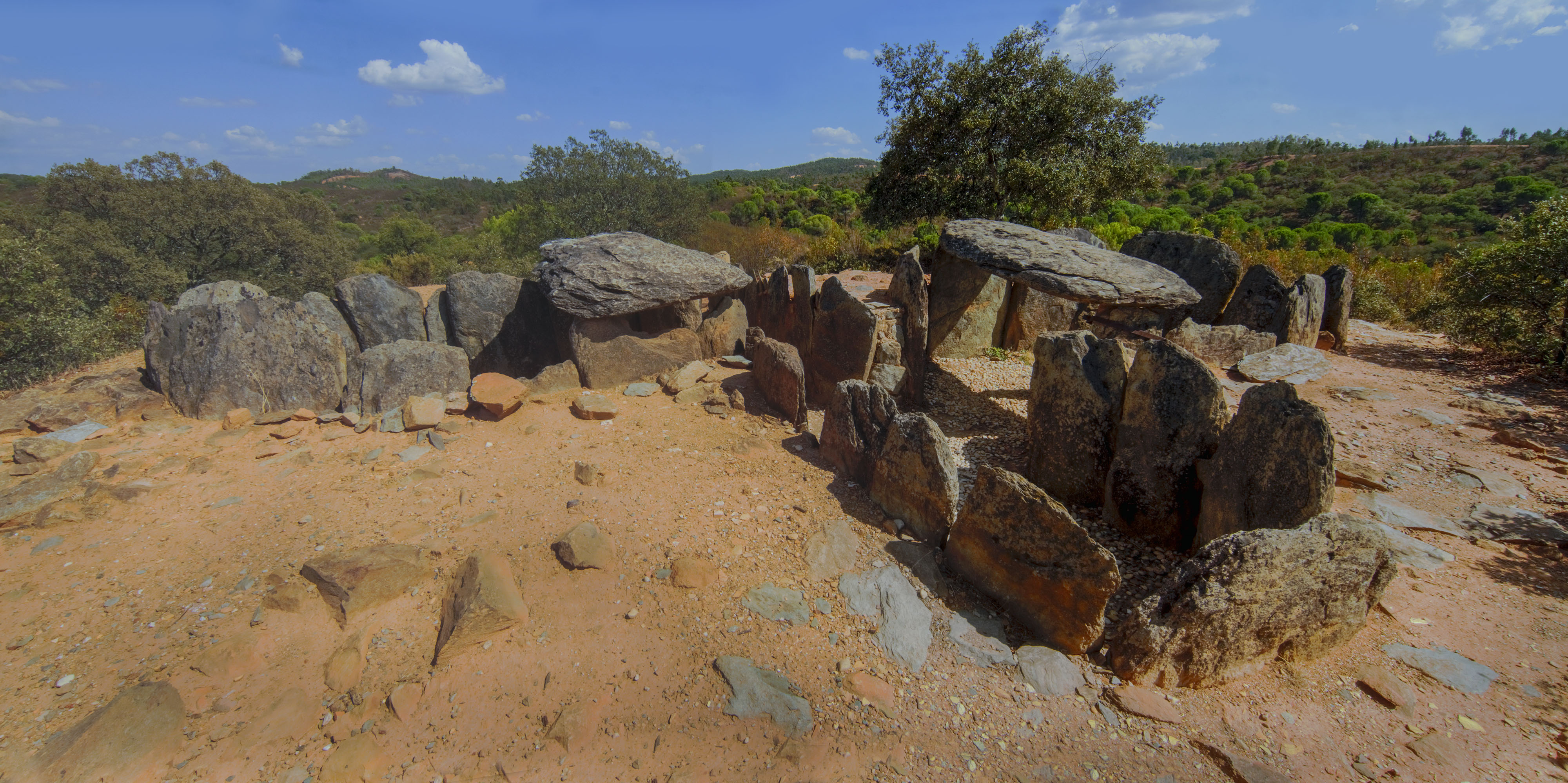
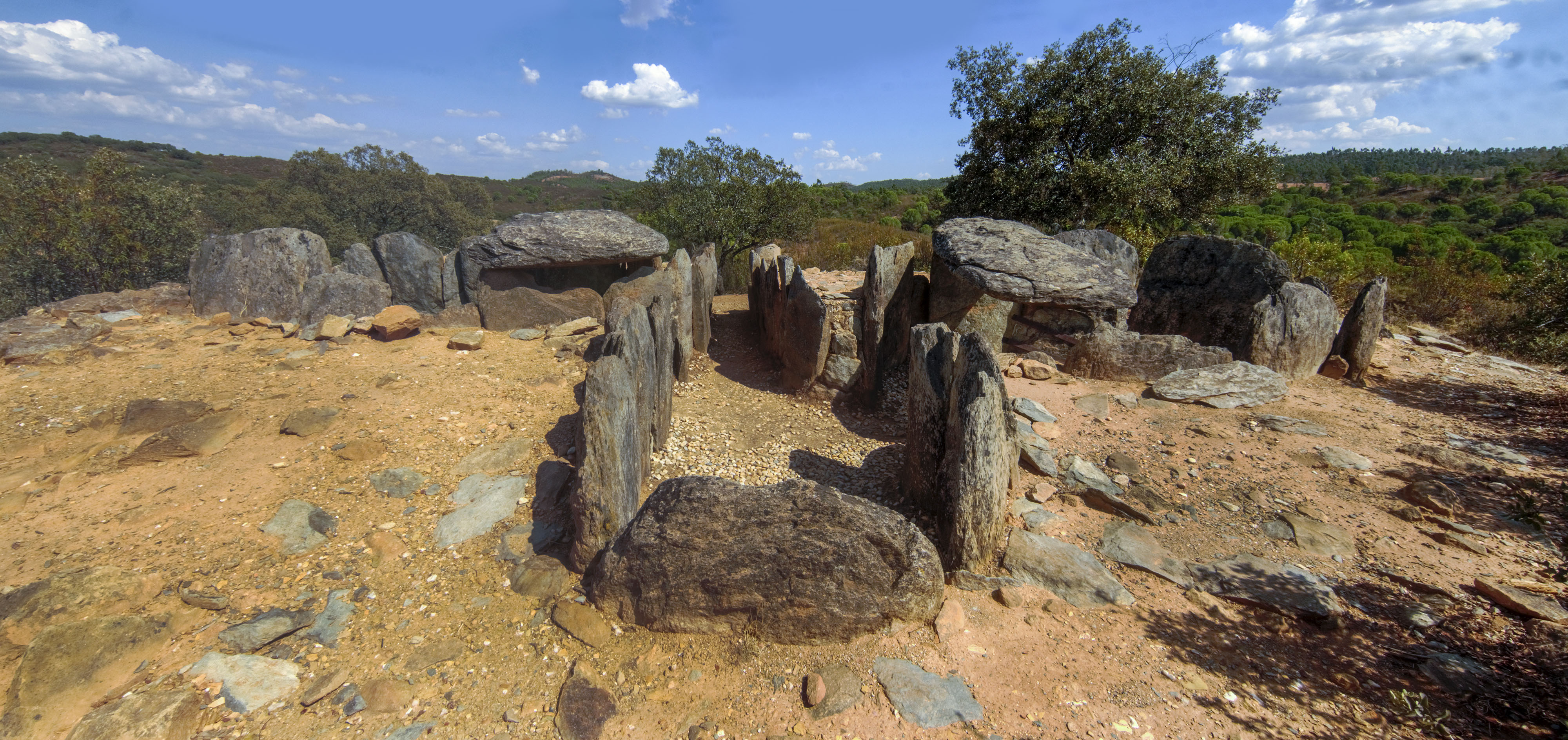
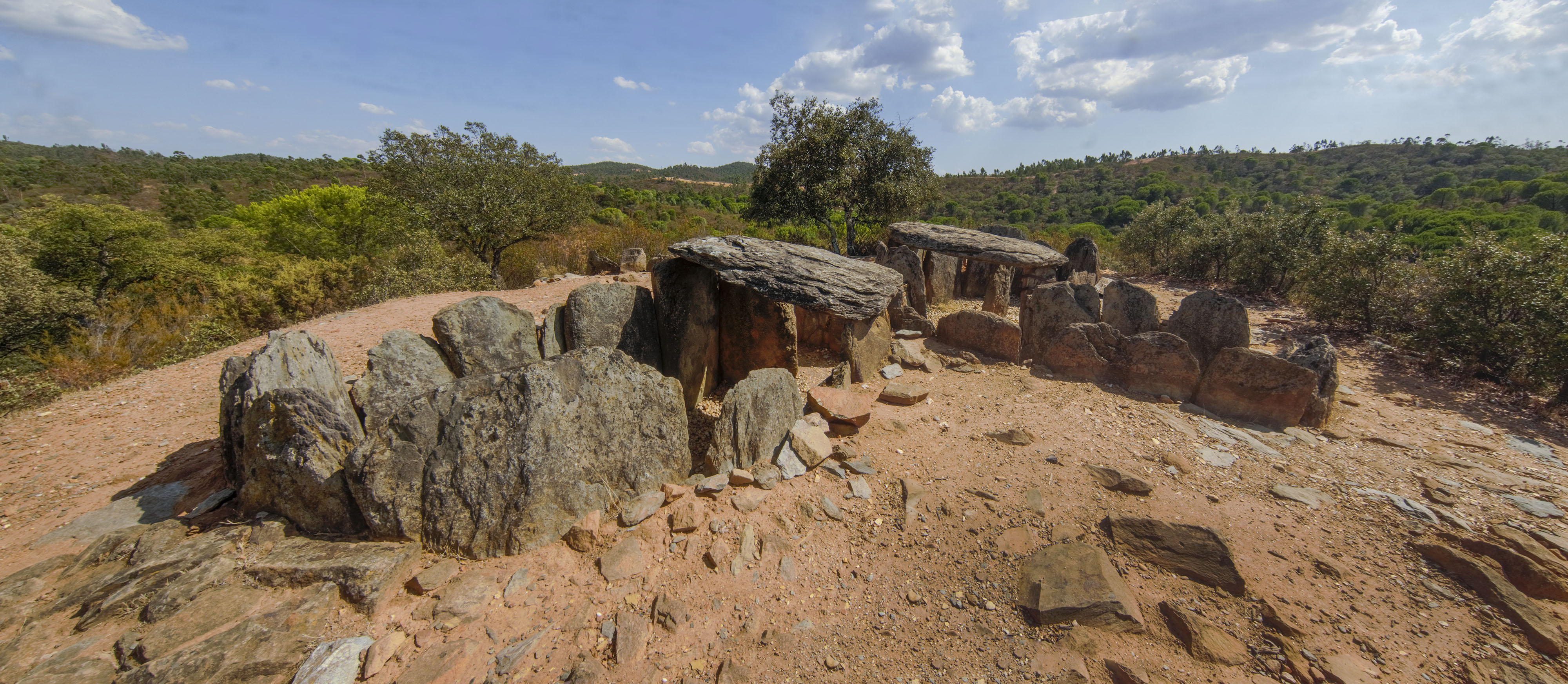
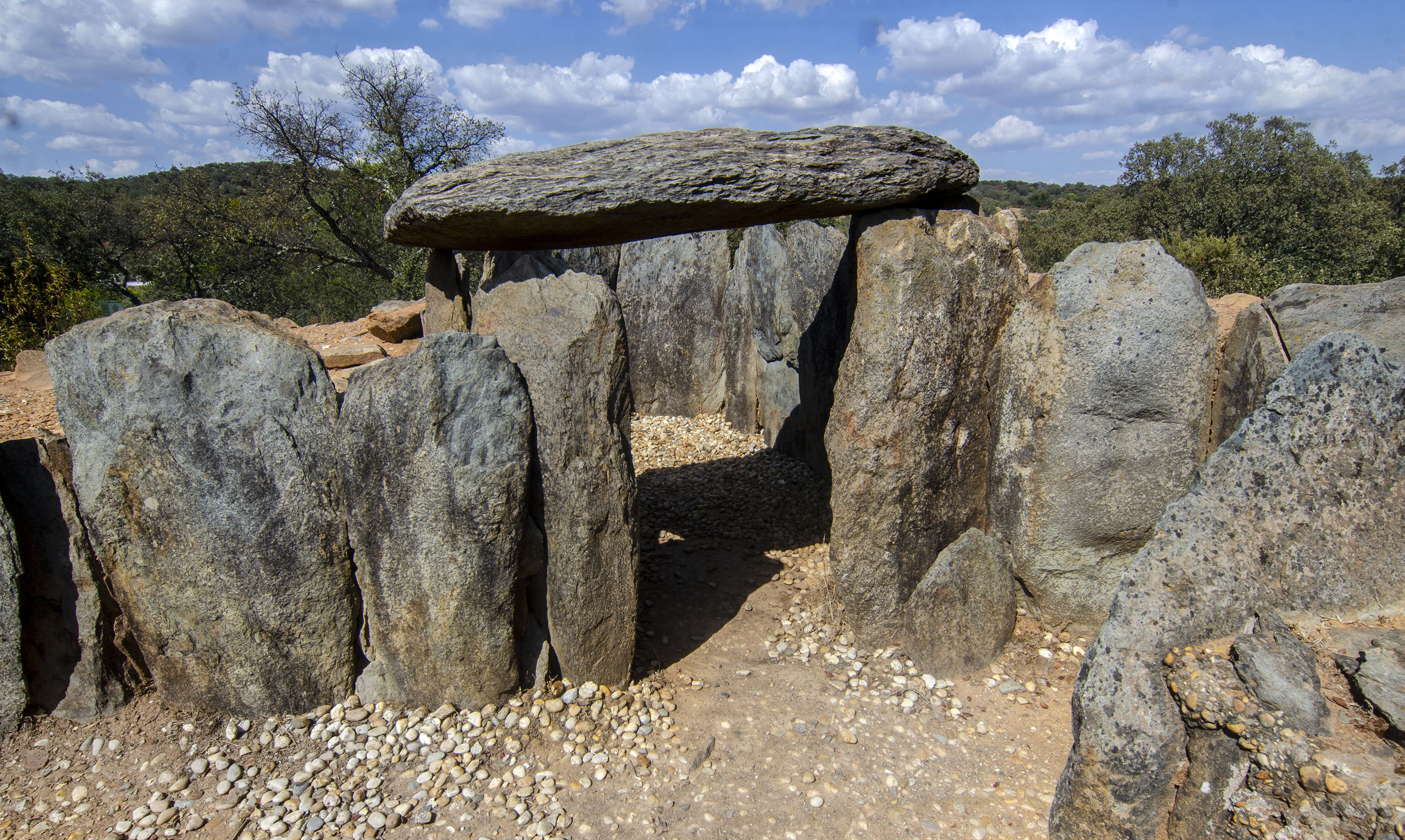
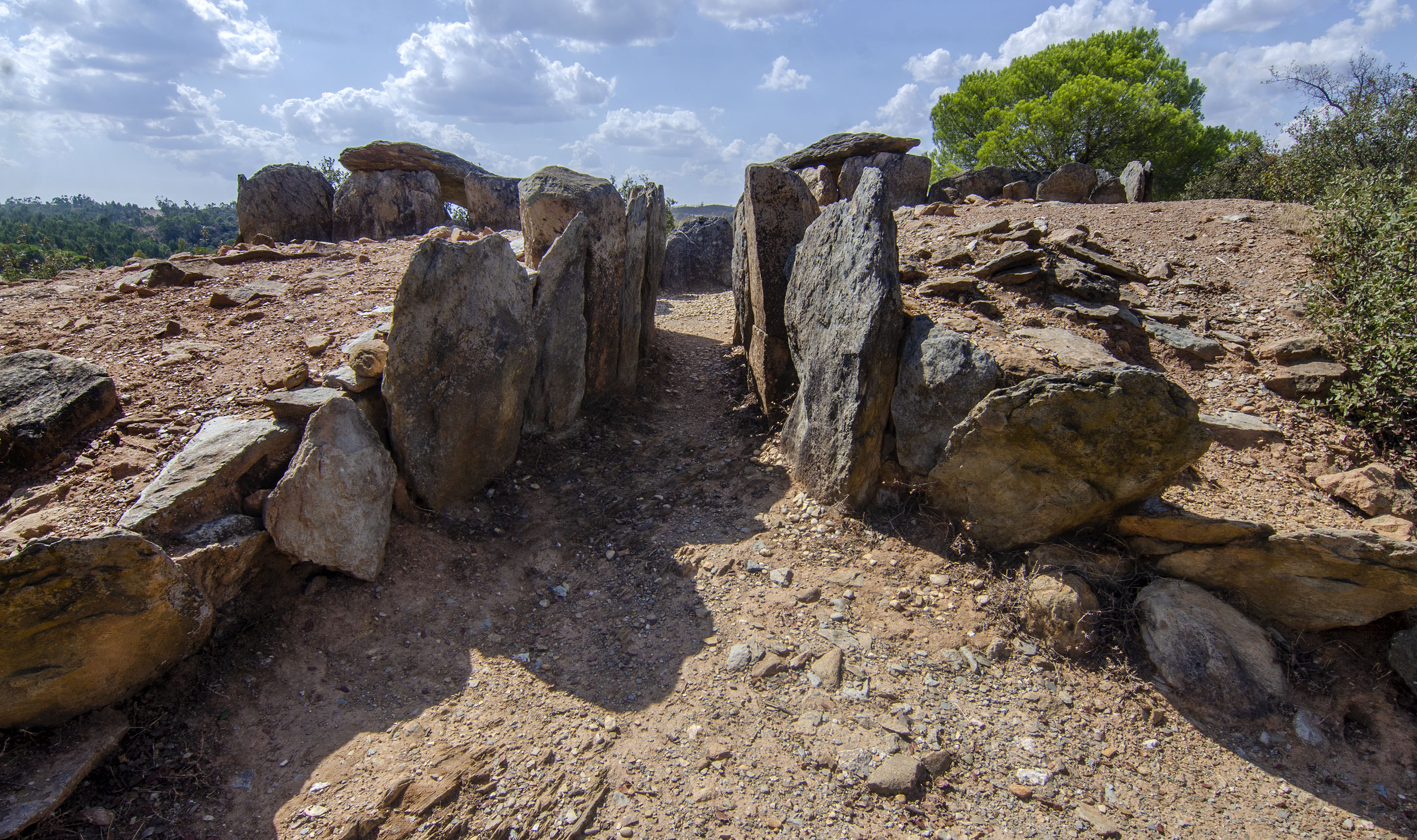
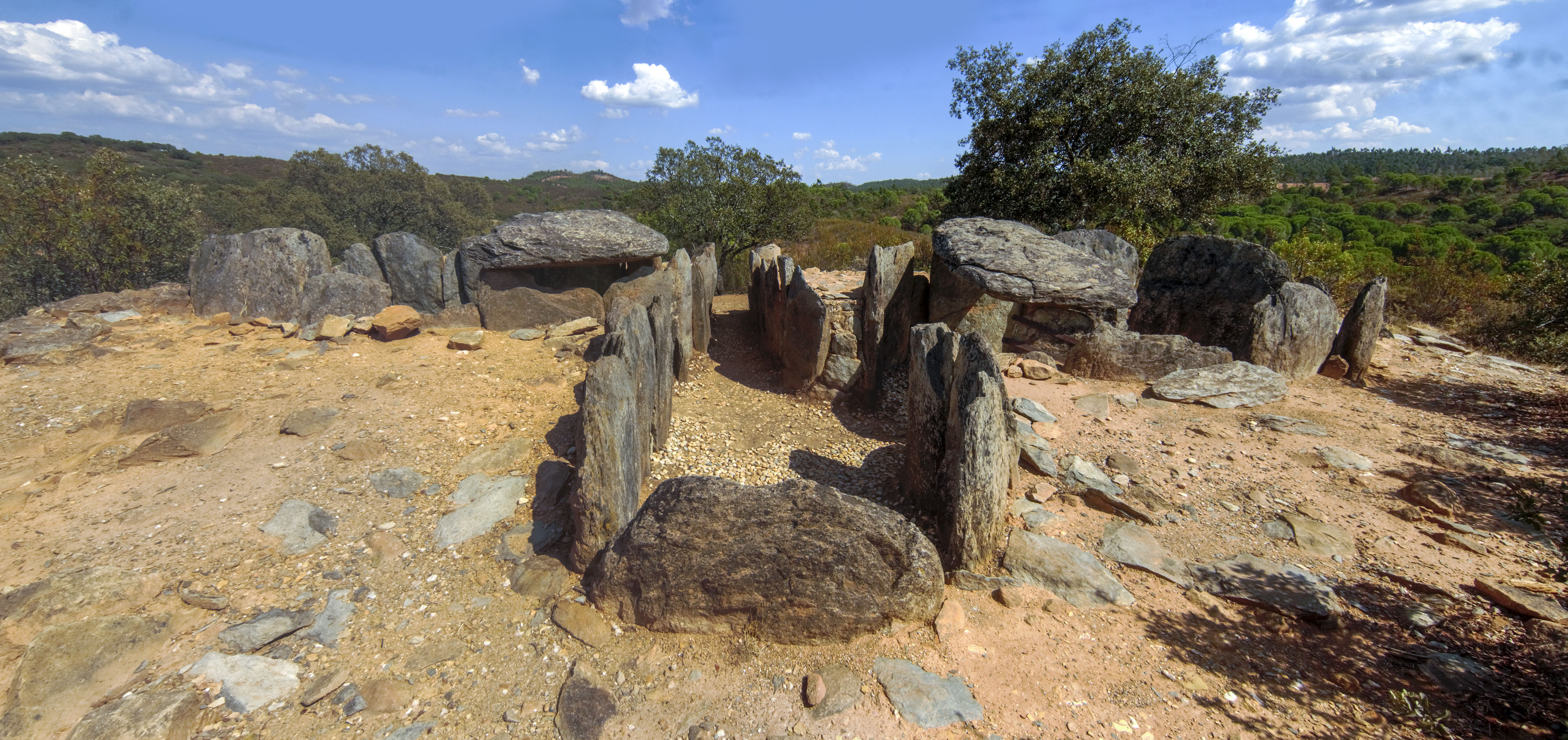
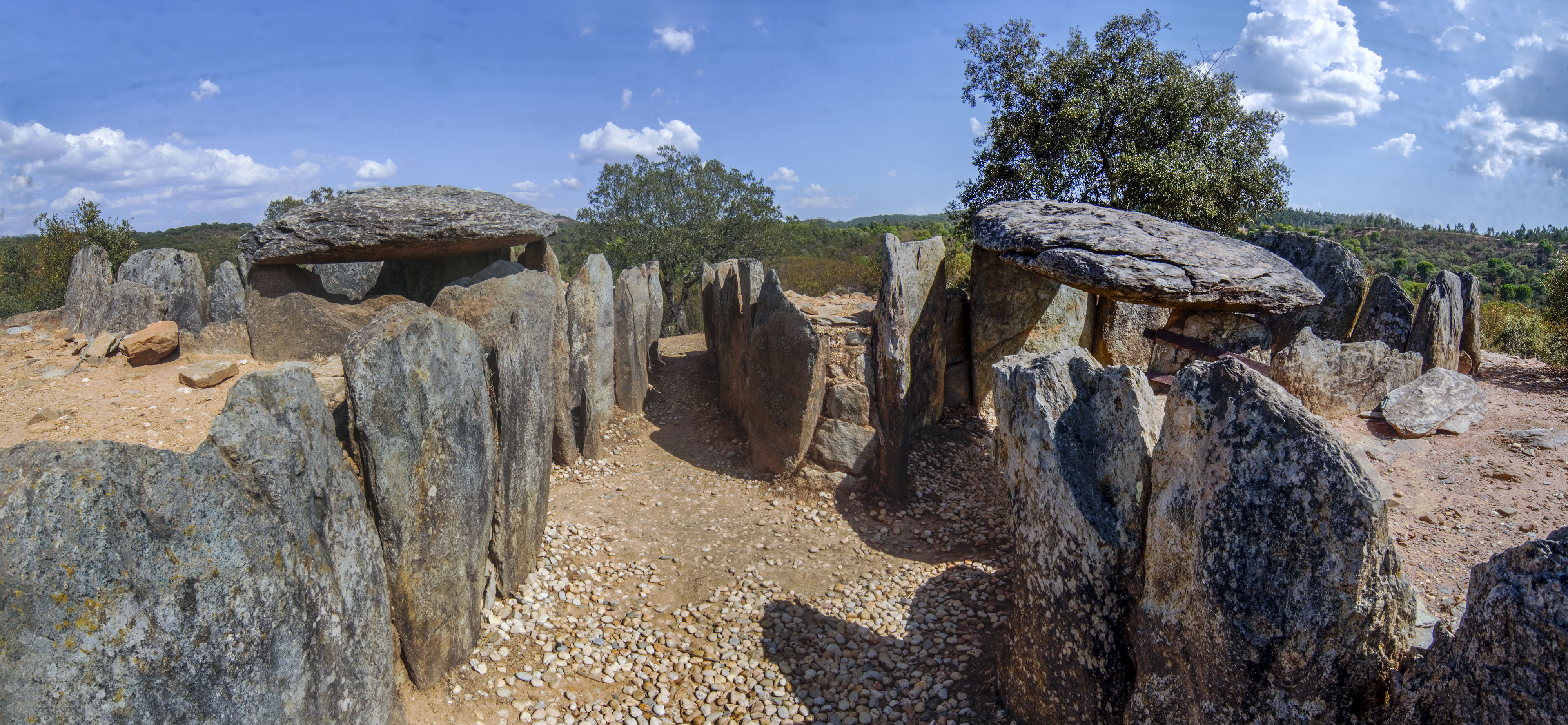
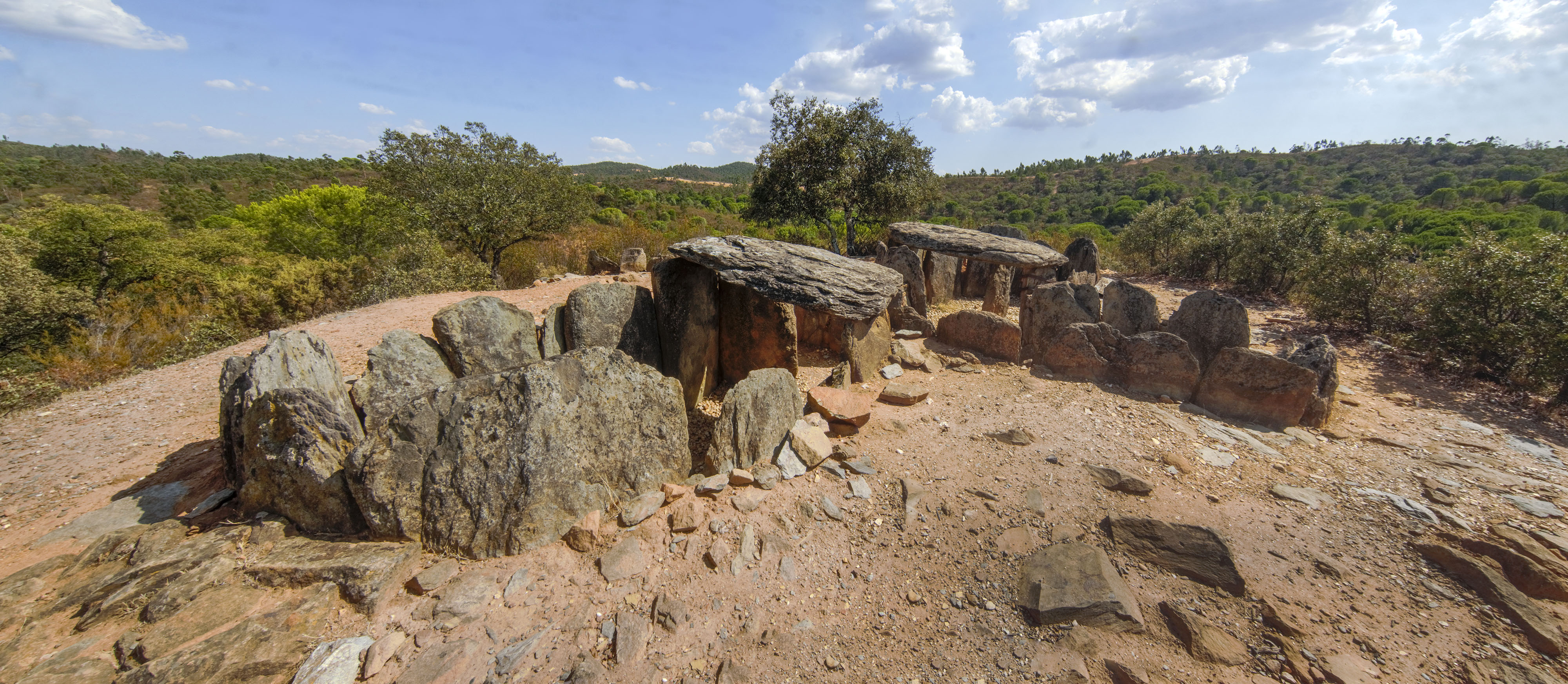
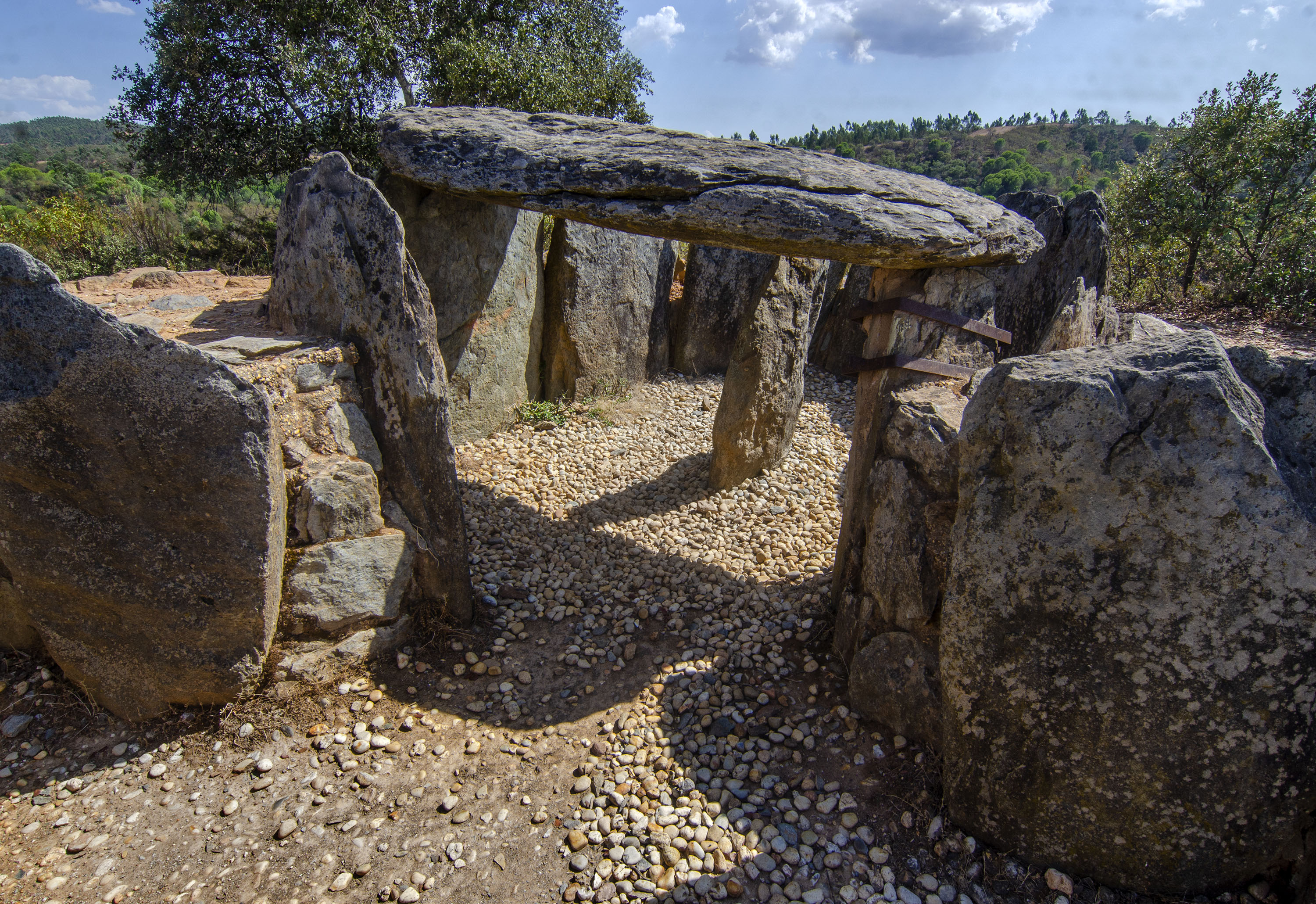
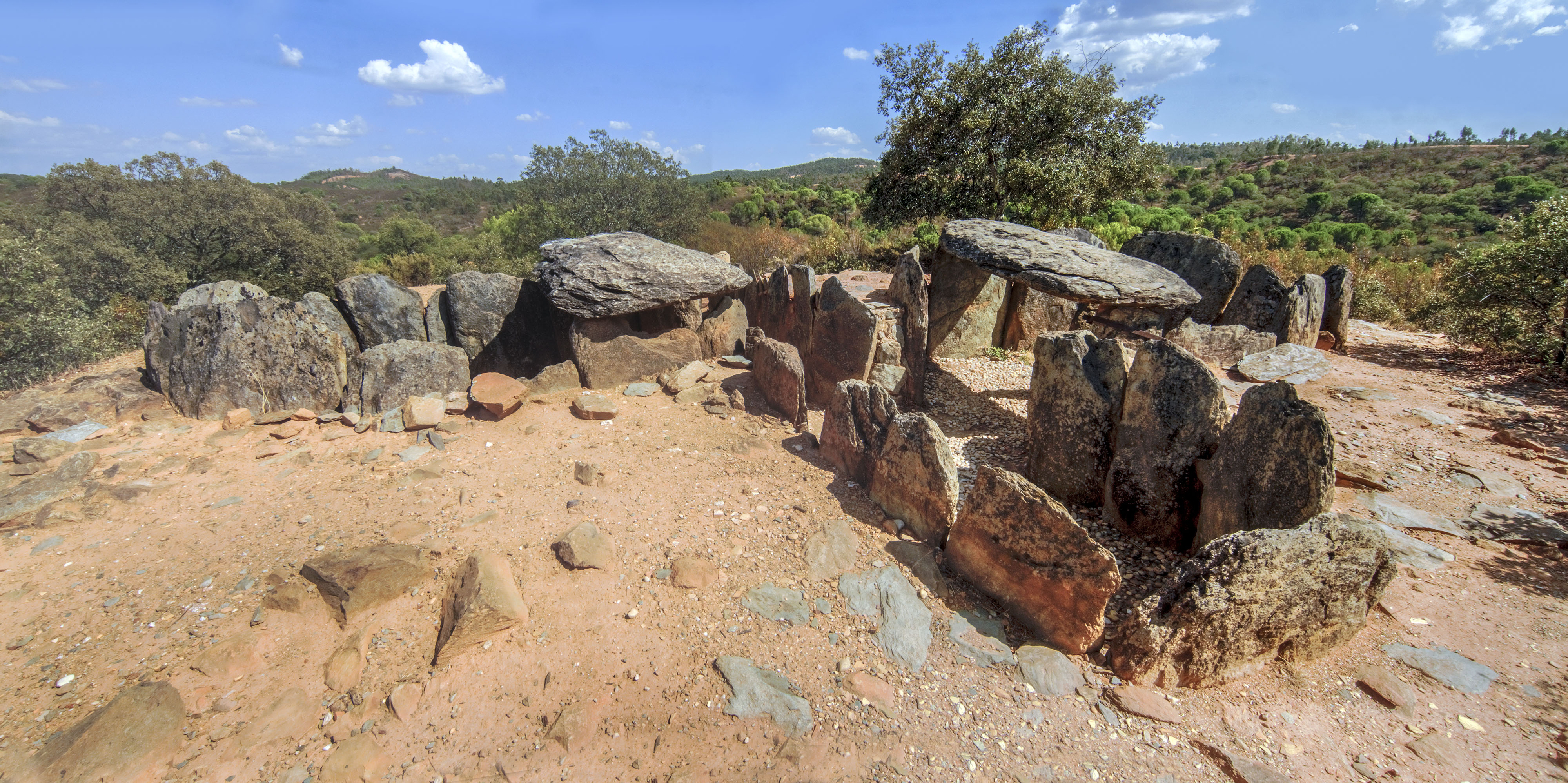

## Dolmen 8
Dolmen 8 ist eine Megalithanlage bestehend aus einer trapezoiden Struktur in einem erodierten ovalen Tumulus. Sie hat einen etwa 4,0 m langen Gang mit einer Basisbreite von 1,1 m und 0,5 m an der Oberseite. Die Kammer scheint mindestens 4,6 m lang gewesen zu sein. Die fehlende Decke bestand ursprünglich aus Steinstürzen, die auf Tragsteinen lagen. Der Kammerboden besteht aus Erde auf einem Bett aus Basaltschiefer.
Die Dolmen 7 und 9 liegen auf einem Hügel bei Riscal, in der Nähe der Straße von El Pozuelo nach Ribera de los Pinos, in einer Umgebung aus Steineichen und Steinrosen.

## Dolmen 9
Dolmen 9 ist eine Megalithanlage in einem ovalen Tumulus von etwa 16,0 × 14,0 m Durchmesser, der von einer Straße durchschnitten und durch eine Ringmauer begrenzt wird. Die trapezoide Anlage besteht aus dem Kammerrest und dem etwa 7,4 m langen, 1,2 m breiten und durchschnittlich 0,7 m hohen Gang. Die Decke fehlt. Der Kammerboden besteht aus Erde auf einem Bett aus Basaltschiefer.

## Dolmen 10
Dolmen 10 (de los Rubios) ist stärker gestört. Nach Georg und Vera Leisner handelt es sich um ein trapezoides Galeriegrab mit Einzelkammer von länglicher und niedriger Bauart in einem ovalen, durch eine Ringmauer begrenzten Hügel.

## Dolmen 11
Dolmen 11 (Martín Gil) liegt auf einem Hügel in El Chaparral. Dolmen 11 ist ein Kammergrab in einem ovalen Hügel, der durch eine Ringmauer begrenzt wird. Die kreuzförmige Megalithanlage besteht aus einem Gang, einer Vorkammer und fünf Kammern.
- Kammer 1 ist etwa 3,0 m lang, 1,9 m breit und durchschnittlich 1,56 m hoch. Der unregelmäßige Boden am Ende des rechteckigen Ganges ist zum Ende hin geneigt.
- Kammer 2 ist oval und etwa 2,5 m lang, 1,4 m breit und hat den Zugang an der Südseite.
- Kammer 3 ist etwa 3,4 m lang, 2,3 m breit und durchschnittlich 1,5 m hoch, ihr Zugang liegt an der Nordseite.
- Kammer 4 ist oval, etwa 3,6 m lang, 1,8 m breit und durchschnittlich 1,4 m hoch, der Zugang liegt an der Nordseite.
- Kammer 5 ist etwa 3,5 m lang, 1,4 m breit und durchschnittlich 1,56 m hoch, ihr Zugang liegt im Osten.

Die fünf Kammern münden in einer etwa 3,7 m langen und durchschnittlich 1,2 m breiten Vorkammer zwischen der Kammer 5 und dem Ende des Ganges. Die kreuzförmige Struktur wurde ursprünglich durch 60 Orthostaten gebildet, von denen 21 erhalten sind. Die Decke fehlt. Der Kammerboden besteht aus Stampflehm auf einem Bett aus Basaltschiefer.